# Histoire d'Hellemmes

Blason de la ville d'Hellemmes

 (août 2014).
Cet article retrace l'histoire d'Hellemmes, une ancienne commune du Nord de la France, associée à Lille en avril 1977. Elle s'appelait autrefois Hellemmes lez Lille[réf. nécessaire].

## Géographie
Hellemmes est située à l'est de Lille et a une superficie de 334 hectares. Elle est comprise entre les communes de Lille, Ronchin, Lezennes, Villeneuve-d'Ascq (Annapes et Flers-lez-Lille) et Mons-en-Barœul.
Administrativement, elle faisait partie de la châtellenie de Lille. L'altitude de la ville varie de 26,50 à 30 mètres.

### Le courant Maître-David
Hellemmes est une commune qui était traversée par le courant Maître-David, un ruisseau passant à la limite de la commune (à la Guinguette où l'on constate que le tracé n'est pas rectiligne),dans les rues Jacquard et Étienne-Dolet.
Selon un mémoire du XVIIe siècle, le fossé aurait été établi pour détourner les eaux sauvages qui descendaient de Ronchin et Faches et se déversaient dans les fossés de Lille, les faisant déborder. Ces eaux se déversèrent dans les marais de Flers, par le fossé partant de "la porte des Malades"  actuelle porte de Paris jusqu'à proximité de la ferme de Quiquempois (à Flers).
En 1571, un marché fut conclu entre la ville de Lille et les manants propriétaires des terrains au travers desquels le fossé devait passer. Le total des terres acquises s'éleva à 1 bonnier 15 cents 7 verges 9 pieds pour la somme de 2004 livres, en ajoutant les indemnités pour les semailles.
En 1572, les manants de Flers, trouvant que les eaux occasionnaient des dégâts, demandèrent au magistrat de Lille de la continuer jusqu'à la Marque (rivière). Quelques terres furent acquises, mais sans suite.
Une nouvelle demande fut donc présentée au magistrat en 1629. Un accord définitif fut signé le 26 juillet 1630 entre le bailli d'Annappes et le magistrat. Le percement et l'entretien du fossé furent cause de nombreux conflits entre 1571 et 1779.
Au début de 1738, une enquête fut ouverte par le magistrat de Lille pour étudier l'utilité de ce fossé, ce qui, semble-t-il, fut confirmé. Ce n'est qu'en 1779 que le magistrat décida de vendre les terrains, sans pour autant supprimer le courant. Quelques années plus tard, le fossé n'allait plus que de la Guinguette à Hellemmes, jusqu'aux environs du lac Saint-Jean à Villeneuve-d'Ascq. À présent, il n'existe plus.
Un second fossé, le Becquerel, venait de Mons-en-Barœul par l'actuelle rue du Becquerel, et passait par les rues Jacquart et Étienne-Dolet. Il apparaît donc que, ces courants prenaient, au moins en partie, le même chemin ; parfois, leurs noms sont confondus.
Un petit pont enjambant un filet d'eau se trouvait dans le parc de la mairie. C'est à tort que la rumeur publique y voit un ruisseau : il s'agissait des eaux pluviales de l'immeuble industriel adjacent qui desservaient le jardin d'agrément.

## Étymologie
Hellemmes serait la forme romane donnée au germanique Helhem, composé du teuton hem = demeure, maison, et de hel (heil) pour heilag, sacer, sanctus. Par extension, ce suffixe signifie foyer, demeure du chef, la maison et, partant, le village entier.
Ainsi, d'après E. Mannier, « Heil-Hem » signifierait demeure sainte, nom qui a pu être donné dans les premiers temps par le séjour de quelque pieux cénobite.
Le suffixe hem semble avoir été importé par les Francs saliens et heim par les Francs ripuaires (voir la concentration de ces mots — et de leurs dérivés — dans les zones d'occupation de ces peuples). Tous deux ayant été usités par l'une ou l'autre tribu, il devient difficile d'attribuer des limites étymologiques certaines.
L'extension donnée à la signification de hem permet de penser que notre région, peuplée d'hommes fiers et indépendants aurait accepté au moins une intégration du christianisme dans leur panthéon religieux, ce qui aurait pu donner au nom du bourg en gestation la valeur de « village saint » ou « village croyant », honneur accordé par les évangélisateurs.
Le christianisme est apparu assez tôt, importé par les négociants, les évangélisateurs, les troupes romaines...
Piat, accompagné de quelques jeunes prêtres, a été envoyé par le pape vers Tournai pour porter la bonne parole en Gaule Belgique. Ils traversent la Nervie, la Ménapie et l'Atrébatie, les deux premières régions subissant plus que n'acceptant l'occupation romaine.
Irénée, un converti, fit don à saint Piat d'une maison dans Tournai pour servir de lieu de culte, endroit où fut érigée plus tard la cathédrale Notre-Dame.
Un descendant d'Irénée, Éleuthère, succédant à saint Denis, se fit prêtre, et créa l'évêché de Tournai dont il fut l'évêque pendant quarante-cinq ans (jusqu'à sa mort survenue le 30 juin 531).
Les notes relatives à Hellemmes dans le dictionnaire de Pietresson de Saint-Aubin indiquent :
- Châtellenie de Lille : ca 1469
- Subdélégation de Lille : 1787
- Fiefs
  - Ennequin - Leuridan : Mélantois 116, 117
  - Hellemmes - Leuridan : Mélantois 116,117
  - Huméryse - Leuridan : Mélantois, 116
  - Petit Wasquehal, fief à Fives, Hellemmes, Flers et environs, Leuridan, Mélantois 68
- Graphies pour Hellemmes :
  - Helesmes, 1096, tournoi d'Anchin Statistique archéologique 1867, Carp II, 14
  - Helemes, 1174 (cartulaire de Loos) Statistique archéo. 1857
  - Helemmes, ca 1372
  - Hellesmes, XIVe Longnon Pouilles de la province de Reims, 422
  - Helemmes 1149 - 1165 - 1787
  - Hellemmes-Lille, décret du 8 avril 1857, recueil 1875, p. 144
  - Hellemmes, 1804, Dieudonné 111,304
  - Helames, ca 1372 (Longnon, Pouilles 253 (peut-être Hélesmes)
- Porteurs du nom :
  - Helemmes, Gossuin de (peut-être Elesmes) 1238 24H 8/105
  - Helemmes, Anastasius de 1149 - 1166 27 H 16/206
  - Hellemmes, ca 1439, déclaration de la châtellenie de Lille, B 105 (17)
- Écarts et lieux-dits :
  - Cité Boldoduc
  - Chapelle de Locq
  - Moulin Saint-Sauveur
  - Guinguette
  - Oratoire
  - Petit Lannoy
- Ateliers
  - Briqueterie
  - Fonderie
  - Filatures
  - Mont de Terre

### Atrébatie ou Ménapie?
La frontière entre Ménapie et Atrébatie a longtemps fait l'objet de controverses, la tradition voulant que les anciens évêchés aient repris les limites des civitas en lesquelles Jules César voyait des entités plus politiques qu'administratives. Ces circonscriptions servaient de cadre à la levée des impôts, variables selon l'obéissance et la fidélité des peuples vaincus.
La délimitation des deux territoires actuellement généralement admise est celle fournie par Pierre Léman (ancien directeur des antiquités historiques). Elle passait par Houplines, Armentières, Lomme, Lambersart, La Madeleine, Fives, Bouvines, Mortagne.
Fives (Fivis, Finis) est considérée comme ayant servi de borne frontière. Cette frontière aurait-elle, par la rue Roger-Salengro, coupé Hellemmes en deux ?
Lors de la construction de l'école des apprentis (pour le compte de la SNCF), les fondations d'une villa gallo-romaine ont été mises au jour.

### Le nom de la terre
Rien ne vient à l'appui de la légende selon laquelle Hellemmes aurait été fondée par un certain Helemus.
En effet, c'est la terre qui donnait son nom au seigneur et non l'inverse. L'adoption du nom d'une terre plus prestigieuse était courant.
Certains, préféraient même la mention d'une avouerie plutôt que leur titre.
La fixation des blasons date du XIIIe siècle. Il faut cependant attendre le XVIe siècle pour qu'Hellemmes ait le sien (Sébastien Dore, héraldiste, tenait à jour l'armorial de France).
Louis XIV avait besoin de ressources. Le « blasonnage » donnait lieu à des taxes d'enregistrement : communes, métiers, abbayes, etc. furent tenus d'en avoir un.
Il est dit de vair, soit constitué de petites pièces en forme de clochetons d'azur et d'argent placés tête-bêche.
Bernard Derosier, maire, a changé ces armoiries afin de les moderniser (il serait alors plus judicieux de parler de logo).
Quinze triangles bleus posés quatre, quatre, quatre, trois, devaient symboliser l'industrie et la métallurgie et une pensée pour le CITTN, ruche d'entreprises qu'il avait voulu voir s'implanter sur Hellemmes. Le nom Hellemmes et la mention « commune associée à Lille » s'inscrivaient en noir.
En 2001, Gilles Pargneaux, successeur de Bernard Derosier, veut également mettre sa « patte » au symbole communal. Les triangles ne sont plus qu'au nombre de six, plus gros, cinq de couleur bleue, un légèrement décalé afin de donner une idée de mouvement, de couleur jaune. Ce nouveau logo a été présenté aux habitants le 6 janvier 2002 lors de la traditionnelle cérémonie des vœux.

### Hellemmes avant les documents écrits
Les découvertes archéologiques sur le territoire de la commune sont rares.
En 1963, lors de la construction de l'atelier des apprentis SNCF, rue Danton, des structures interprétées comme datant de l'époque gallo-romaine ont été mises au jour:
- une aire en argile durcie ;
- des fondations.

Rue du Blason, une monnaie « romaine » a été trouvée, mais l'inventeur a toujours refusé de la confier pour une identification plus précise.
Un four à céramique (le dépotoir n'a pas été fouillé) situé à Hellemmes, et non pas à Lézennes, daté du début de la Tène.
Le sondage effectué à l'emplacement de l'ancienne annexe Fénelon fera l'objet d'un développement au chapitre consacré à l'église Saint-Denis.
Il faut remarquer qu'un certain nombre de sites auraient mérité d'être exploités, par exemple :
- l'alignement de pierres calcaires (un seul lit) face à la boulangerie Tollenaere, mis au jour lors des travaux annexes du métro ;
- un mur, probablement d'une ancienne ferme, angle de la rue Delemazure et du sentier du Curé lors de l'aménagement en parking ;
- emplacement d'une autre ferme à l'angle des rues Marceau et Roger-Salengro (face à l'école de musique).
- etc.

## Fiefs et censes
Tout le système féodal était basé sur un rapport de suzeraineté à vassalité, à l'origine, le plus fort apportant sa protection au plus faible. La propriété ne devenait qu'une mise à disposition de biens. Au décès du détenteur, le foncier était remis au suzerain, qui le transférait alors au héritiers du défunt moyennant un droit dit de mainmorte, ce qui n'interdisait pas une confiscation.
L'usage des biens était soumis, outre les divers impôts, à une redevance soit en hommes d'armes pour les nobles, soit en nature (puis en argent) pour les roturiers. Encore fallait-il faire la différence entre les fiefs nobles et ceux tombés en roture.
Dépendant du monastère de Marquette au XIIe siècle, Helemes apparaît en 1174 dans le cartulaire de Loos. La première mention de la paroisse parait dans un acte de 1276 par lequel Michel d'Allennes vend à Marguerite, comtesse de Flandre et de Hainaut « ung lieu et manoir…  la terre de latre de hellemes et la masure dou prestrage de la paroce de hellemes furent prises et esclucies de le dite terre lequel lieu terres rentes et le disme dessus dite li dis mikiel tenait en fief de hellin sires de Chisoing ».
Hellin de Cysoing, seigneur de Cysoing, de Bourghelles, etc., ber de Flandre et avoué de l'abbaye du lieu, fils de Arnould et de Mathilde de Lille, était marié avec Alix de Diest, fille d'Arnould et d'Isabeau de Mortagne. Il descendait d'Étienne de Landas qui, ayant épousé l'héritière de Cysoing vers 1111, changea son nom pour celui de Cysoing.
La famille de Landas est connue depuis le Xe siècle. Selon une certaine légende, les de Landas descendraient des marquis d'Este (ou Aste), en Italie. Famille très puissante, ses membres avaient le pas (priorité) sur le comte de Wavrin.
Armes des de Landas : parti émanché d'argent et de gueules de dix pièces.

### Fief d'Hellesmes
Fief vicomtier tenu de la seigneurie de Roubaix à 10 livres de relief à la mort de son possesseur consistant en 12 bonniers et demi de terres à labour sises sur la route de Lille à Tournai, en rentes sur des héritages s'étendant sur Hellemmes, Lille, La Madeleine et en deux hommages.

#### Maison d'Hellemmes
Dans un cartulaire de l'abbaye de Bourbourg de 1130, nous trouvons trace d'un Rogierus de Helemis, sans indication d'origine.
Une famille D'Hellemmes n'en est pas moins attestée dans un acte de 1136 par lequel Thierry, comte de Flandre, confirme diverses donations faites au profit de l'église Saint-Martin de Fives. Sont nommés :
- Robert de Helesmes : une terre à une rasière
- Eva de Helesmes : une prairie avec usage de l'eau
- Anastase de Helesmes : une partie de pré

frères et sœur.
Ce n'est que vers 1174 qu'un certain Robert de Helesmes, guerrier et chef temporel d'un petit monastère proche aurait fondé le village.
En 1290, est cité Hellin d'Hellesmes, sous-diacre, possesseur de la prébende de l'église Saint-Pierre de Lille. Le 14 juin de la même année, le pape Nicolas IV charge l'archidiacre de Hainaut (de Liège), maître Jean de Lille, et le chancelier de l'église de Tournai de faire recevoir comme chanoine maître Hellin de Hyelesmes en dépit de l'empêchement ex defectu natalium interdisant à ce chapitre d'admettre les bâtards au canonicat.
Le bénéficiaire avait vécu longtemps à la cour de Rome, ce qui lui avait valu diverses faveurs dont la dispense précitée. Un acte du 13 juin 1297 le présente comme faisant partie des chanoines qui ont soutenu le comte de Flandre contre le roi Philippe Le Bel.
À son décès, survenu le 5 septembre 1297 ou 1298, sa maison canoniale fut vendue, le prix entrant dans l'acquisition de la dîme de Sequedin.
Le fait d'être cité dans le nécrologue et l'obituaire le présente comme un personnage de marque.
Un Symon de Hellemmes figure comme témoin en tant qu'homme de fief dans un acte du 8 septembre 1324 par lequel Walerans de Lussembourch fait don d'un bois à son écuyer.
Vers le XIVe siècle, plus aucun membre de la famille D'Hellemmes n'est mentionné comme détenant un fief dans la commune. Nous trouvons cependant des porteurs du nom à Tournai, sans aucune preuve de lien de parenté, avec Jehan de Hielemmes (ou de Helames) décédé avant 1316, marié avant 1305 avec Maroie Copette, et dont la descendance est connue pendant plusieurs générations.
Ainsi, un Hellemmes figure, en 1429, avec Jean Boinenffant, dépositaire de la ville de Tournai, à une joute ayant lieu à Lille, et deux autres, Jean et Guillaume, participèrent au Tournoi des 31 rois de Tournai au XIVe siècle. La dernière de cette famille Hellemmes de Tournai, mariée en 1660 à David Ablaÿ, transmit à la famille Ablaÿ les armes de sa famille.

#### Maison Artus
Artus portait d'or à trois couronnes de gueule posées en pal.
Jacques Artus, fils de Jean, meurt le 6 décembre 1382 et est inhumé à Lille Saint-Étienne. Il avait épousé Agnès Rufin, dame d'Espaing, décédée le 4 janvier 1372, également inhumée à Lille Saint-Étienne.
Le dénombrement du fief d'Espaing à Wambrechies, tenu de la Salle de Lille est servi le 12 février 1373.
Jean Artus, fils des précédents, époux de Jeanne Frémault, relève sa bourgeoisie en 1356. C'est peut-être le même personnage qui est roi de l'Épinette en 1380.
Robert Artus, mort avant 1405, fils des précédents, relève sa bourgeoisie de Lille en 1375. Il est anobli par lettres données à Paris en février 1391 moyennant finance taxée à 40 francs d'or. Il est cité comme gardorphène de la ville de Lille en 1384 (contrôles des maisons ayant des orphelins en tant que pensionnaires). Il figure également en tant que juge rentier de l'Abiette de Lille à Hellemmes. Un acte d'acquisition de terre passé le 4 novembre 1394 est revêtu de son sceau chargé d'un écu portant trois couronnes l'une sur l'autre accompagnées d'un fermail au canton dextre ; on peut y lire la légende « +scel. robiert. artut. ».
De son mariage avec Willemine Thieulaine (laquelle se mariera en secondes noces avec Gilles, seigneur de Tourmignies), il eut un fils et une fille qui suivent.
Jean Artus, écuyer, seigneur d'Espaing, relève la bourgeoisie de Lille le 20 février 1406.
Lors du dénombrement de la seigneurie de Roubaix servi le 18 janvier 1458 par Pierre de Roubaix, le fief d'Hellemmes est déclaré comme ayant appartenu à Jean d'Espaing (probablement Jean Artus, grand-père de Jean) et ne pas avoir été relevé au moment dudit rapport. C'est sans doute le même personnage qui est roi de l'Epinette en 1435.
La plus grande partie de sa fortune fut perdue au service du roi Charles VII.
Son mariage avec Marie Wettin restera sans postérité.
Catherine Artus, héritière de son frère, épouse en premières noces Jean Cottrel, seigneur d'Esplechin et échanson du roi de France, en secondes noces, Jean de Marquillies, seigneur d'Herbamez.

#### Maison de Noyelles
Adrien de Noyelles, fils de Philippe et de Isabeau de Luxembourg, recueille en 1561 les seigneuries de Croix, Flers, Hellemmes, etc. en 1665 celles de La Becquerie et de La Vigne à Linselles.
Il était marié avec Françoise de Lille (une cadette de la maison Péronne-Lille, des châtelains de Lille) portant de gueule au chef d'or.
Au-dessus du portail de l'église de Flers se trouvait une verrière avec les quartiers suivants :
- Noyelles : Mailly
- Luxembourg : Croix
- Lille : Ghistelles
- Ligne : Hallewyn

Avec l'inscription « Adrien de Noyelles, Chevalier, seigneur de Croix et Flers et dame Françoise de Lille, s'espeuse, ont donné pour l'honneur… »
Adrien II de Noyelles, fils des précédents, chevalier, seigneur de Croix, Flers, Lisbourg, Hellemmes, gouverneur et souverain-bailli du château de La Motte au Bois, etc., avait épousé Anne de Gand-Vilain (laquelle portait de sable au chef d'argent). Il meurt le 12 septembre 1615 en transmettant ses seigneuries à son fils aîné qui suit.
Jacques de Noyelles, seigneur de Croix, Flers, Hellemmes, etc., vicomte de Nielle obtient en 1617 des Archiducs Albert et Isabelle l'érection de sa terre de Croix en comté avec annexion de la seigneurie de Flers. Il fait foi et hommage pour son comté et 1620, en sert les rapports et dénombrement trois ans plus tard.
En 1627, il obtient l'érection de sa terre de Lisbourg en marquisat.
Il remplit les fonctions de commissaire ordinaire au renouvellement des magistrats du comté de Flandre, et de chef des finances aux Pays-Bas.
Il meurt le 9 décembre 1637, marié à Anne de Claerhout, baronne de Maldeghem, sans postérité.
Françoise de Noyelles, sœur du précédent, dame d'honneur de l'infante Isabelle, était unie à son parent au quatrième degré Florent de Noyelles, chevalier, comte de Maille, baron de Rossignol, gentilhomme de la chambre de l'archiduc Albert, capitaine d'une compagnie de lances, gouverneur d'Arras puis grand bailli du Hainaut.
Ils eurent pour successeur leur fils aîné.

#### Maison de Noyelles-de Noyelles
Eugène de Noyelles, vicomte de Nielle, comte de Croix, marquis de Lisbourg, seigneur de Flers épousa Marie de Berghe-Saint-Winoc.
Le comté de Croix est vendu en 1677, la seigneurie de Flers, détachée, est, quant à elle, vendue au sire de Kessel, seigneur de Gavelins.

#### Maison de Broide
Henri de Broide, fils de Pierre (écuyer, seigneur de Wallutle), écuyer, seigneur de Gondecourt, Beauffremez, Escobecques, La Sonnerie (à Flers), Hellemmes, bourgeois de Lille par achat du 20 octobre 1653, conseiller de la ville de Lille en 1694 est fait chevalier par lettres données à Saint-Germain-en-Laye en avril 1670. Il meurt à Lille avant 1733, ayant épousé à Lille Saint-Étienne Marie Jeanne Fauconnier, baptisée à Lille Saint-Étienne le 28 octobre 1638, fille de Guillaume et de Catherine Deconninck, inhumée dans l'église de Gondecourt le 9 septembre 1707.
La fille d'Henri de Broide, Florence, héritière de Gondecourt, épouse Jérôme Alexis Robert seigneur de Choisys. Leur fils Robert, baron de Saint-Symphorien, seigneur de Gondecourt, fit défaut à l'assemblée de la noblesse appelée à élire des députés aux États généraux en 1789.

#### Maison d'Haffrenghes
Une branche de la famille d'Haffrenghes, connue à Saint-Omer dès le XVIe siècle, est venue se fixer à Lille où elle acquit une certaine notoriété.
Jacques Adrien d'Haffrenghes, né à Saint-Omer le 2 octobre 1655, seigneur de La Bricque (à Mentque-Nortbécourt), bourgeois de Lille par achat du 1er juillet 1678, licencié en droit, subdélégué de l'intendant de Flandre par lettres de provision reçues le 3 décembre 1704 pour une somme de 12 000 livres (lors de la suppression de l'office, par édit donné à Versailles en octobre 1713, Jacques Adrien d'Haffrenghes devait recevoir « 13 434 livres 15 sols plus les intérêts au denier vingt au prorata de ce qui en sera deub et echeu »), bailli de Roubaix de 1679 à 1688, conseiller du roi, premier pensionnaire des états de Lille est anobli par lettres données en décembre 1705. Il meurt à Lille Sainte-Catherine le 25 février 1723, ayant épousé Marie Catherine Cambier, née en 1636, morte le 17 juillet 1716 (inhumée à l'abbaye de Beaupré-sur-la-Lys) d'où :
- Michel Pélagie (?-1723)
- Marguerite Hippolyte (1681-1742)
- Marie Thérèse (1684-morte en bas âge)
- Cécile Isabelle (1686-1748)
- Marie Joseph (1687-?)
- Jacques Maximilien Bernard (1688-?)
- Jacques Antoine Hippolyte (1690-1761)
- Marie Thérèse (1691-1773)
- Charles Maximilien Joseph, qui suit
- Pierre Justin Placide (1694-1740)

Charles Maximilien Joseph d'Haffrenghes, baptisé à Lille Sainte-Catherine le 19 avril 1693, écuyer, bourgeois de Lille par relief le 16 juillet 1732, conseiller du roi, subdélégué de l'intendant de Flandre, conseiller pensionnaire des baillis hauts justiciers de la châtellenie de Lille devient seigneur d'Hellemmes par achat. Il meurt le 13 avril 1763, inhumé dans la chapelle de la Vierge à Lille La Madeleine. Il avait épousé par contrat passé le 12 septembre 1731 à Comines Suzanne Thérèse Joseph Becuwe, née en 1711, morte le 28 mars 1762 (inhumée à Lille La Madeleine), dame des Manoirs et de Tametz, d'où :
- Philippine Isabelle Suzanne (1733-1789)
- Charles Hippolyte Marie, qui suit
- Catherine Lutgarde (1736-1737)
- Thomas Henri Joseph (1737-1741)
- Henriette Catherine Joseph (1740-1742)
- Louise Amélie Joseph (1745-1762)

Charles Hippolyte Marie d'Haffrenghes, baptisé à Lille La Madeleine le 19 juin 1735, écuyer, bourgeois de Lille par relief le 14 décembre 1759, subdélégué de l'intendant de Flandre, marguillier de la paroisse de La Madeleine à Lille, nommé directeur du Vrai Mont de Piété à Lille le 29 mai 1773, inscrit au rôle des nobles par ordonnance du 10 novembre 1763, déjà seigneur d'Hellemmes, achète ce qui reste de ce fief.
Il meurt à Lille La Madeleine le 24 septembre 1787, ayant épousé à Lille La Madeleine le 28 janvier 1759 Marie Catherine Florence van Zeller, baptisée à Lille La Madeleine le 27 octobre 1728, fille de Théodore (écuyer, seigneur de Oostove) et de Marie Catherine Cécile Wacrenier. De ce mariage, sont issus :
- Un fils (1760-1760)
- Marie Catherine Charlotte (1761-1769)
- Maximilien Philippe Augustin, qui suit
- François Joseph Marie (1764-?), écuyer, seigneur de Magny
- Marie Jean Baptiste Hippolyte (1766-1807), écuyer, seigneur de Canteraine
- Thomas Albert Marie (1768-1789), écuyer, seigneur de Tametz
- Marie Anne Chrysoline Suzanne (1771-1775)

Maximilien Philippe Auguste d'Haffrenghes, baptisé à Lille La Madeleine le 12 octobre 1762, écuyer, seigneur d'Hellemmes. Il fait ses preuves de noblesse le 13 juillet 1785 en même temps que ses trois frères.
Il prend part en 1789 à l'élection des députés aux États généraux comme membre de la noblesse du bailliage de Lille (la liste indique : Marie Catherine Laurence Vauzelle — pour van Zeller —, le seigneur d'Hellemmes, son fils) en tant que commissaire. À ce titre, il prend part à la rédaction des cahiers de doléances.
Vers mars 1787, il se retire à Ypres pour se consacrer au dessin et à l'art dramatique.

### Fief d'Humeryse
Fief vicomtier tenu du comté d'Avelin à cent sous de relief consistant en un flégard sur la route de Tournai à l'église d'Hellemmes (partie de l'actuelle rue Faidherbe) et en rentes.

#### Maison de Le Cambre
- Jacques de Le Cambre, bourgeois de Lille.
- Jean de Le Cambre, fils du précédent, cité en 1621.

#### Maison d'Hangouart
Michel Hangouart, né à Aubers en 1621, fils de Barthélémi et de Marie de Pressy, écuyer, seigneur de Ransart, Plouich, Malfiance, Bas Aubers (ancien fief de Piettre à Esquelbecq), Les Mottes, Les Brulots, Pommereault, Antreuil, seigneur d'Elcourt à la suite du décès de son frère aîné, bourgeois de Lille par relief le 30 décembre 1641, grand bailly des états de Lille, Douai, Orchies, est créé chevalier par lettres données à Madrid le 10 mai 1640. Il achète la charge de bailli de Lille en 1640, devient député ordinaire des États de Lille, achète la seigneurie d'Avelin en 1660, puis celle de La Madeleine. Il attache son titre de baron à la terre d'Avelin érigée en comté.
En 1639, il achète une maison face à l'hôpital Saint-Sauveur pour y installer les Collectines. Fondateur du couvent des Collectines à Lille, il y sera inhumé à son décès survenu le 19 mars 1690 (en 1699 selon Théodore Leuridan dans la statistique féodale du département du Nord, châtellenie de Lille, Lille 1873).
De son union célébrée en 1642 avec Anne Marie de Preudhomme d'Haillies, baptisée à Lille Sainte-Catherine le 3 avril 1612, morte le 29 janvier 1682 (inhumée au couvent des Collectines), fille de Jean Baptiste et de Catherine de Croix, vicomtesse de Nieuport, sont issus :
- Catherine Isabelle Robertine (1643-1646)
- Marguerite Andrée (1646-1646)
- Barthélémi François, qui suit
- Michel Albert (1648-1649)
- Marie Anne Antoinette Joseph (1651-1723)
- Charles François Philippe Henri Ferdinand (1655-1656)

En 1668, pendant l'épidémie de peste (1667-1669), Michel Hangouart veut se battre avec le maréchal d'Humières, gouverneur de Lille, qui voulait obliger son épouse malade à se retirer au riez du Canteleu.
Barthélémi François Joseph Hangouart, baptisé à Lille La Madeleine le 30 septembre 1646, mort le 30 septembre 1710 (inhumé au couvent des Collectines), chevalier, baron d'Avelin, seigneur du Plouich, Seclin, Marcq, Antreuil, La Madeleine, Capelle, bourgeois de Lille par relief le 30 décembre 1670 est créé chevalier par lettres données à Versailles en juillet 1696. Grand bailli de la châtellenie de Lille, il est créé marquis d'Avelin (avec son fils Antoine Félix) en juin 1703.
Le 14 mai 1709, il prête serment d'obéissance aux Hollandais entrés dans Lille sous le commandement du prince Eugène d'Holstein-Beck avec les trois autres hauts justiciers, dont Michel Hangouart, comte de Ligny.
De son mariage célébré le 19 novembre 1670 à Lille Saint-Étienne avec Isabelle Françoise de La Vichte, baptisée en 1652, morte le 18 novembre 1707, dame de Baudimont, de La Motte (à Ascq), fille de Ignace et d'Antoinette de La Vichte sont issus :
- Antoine (1671-?)
- Marie Antoinette Marguerite Joseph (1673-1749)
- Philippe François Joseph (1675-mort en bas âge)
- Anne Françoise Isabelle (1677-1698)
- Ignace François Joseph (1679-?)
- Charles Philippe, qui suit
- Antoine Félix (1682-1759), marquis d'Avelin, mort célibataire à Lille Saint-André (inhumé au couvent des Collectines)

Charles Philippe d'Hangouart, baptisé à Lille Saint-Étienne le 1er juillet 1680, chevalier, comte de Hangouart, marquis et comte d'Avelin, seigneur de Seclin, Marcq, La Madeleine, Antreuil, Attiches, La Mairie (à Gondecourt, tenue en justice vicomtière du chapitre saint Piat de Seclin), bourgeois de Lille par relief le 27 mai 1702, meurt à Lille La Madeleine le 19 novembre 1749.
De son union célébrée le 2 mars 1701 avec Charlotte Marie Florence Snoy, baronne d'Oppuers, baptisée à Malines Saint-Jean le 26 novembre 1683, morte à Lille La Madeleine le 14 mars 1726, fille de Jean Jacques Antoine et de Marie Walburge de Steenhuys, sont issus :
- un fils (1702-1702)
- Marie Françoise Walburge (1704-1756)
- Charles François Joseph (1705-1705)
- Antoine François Joseph, qui suit
- Guillaume Charles Joseph (1708-1708)
- Marie Anne Alexandrine (1714-?)

Il se marie en secondes noces avec Marie Ghislain de Villers-au-Tertre, dame de Cuincy, veuve de Thomas Albert de Preud'homme d'Haillies, morte à Béthune Sainte-Croix le 5 octobre 1714 dont il ne semble pas avoir laissé de postérité.
Antoine François Joseph d'Hangouart, baptisé à Saint-Rombault le 21 août 1706, marquis d'Avelin, baron d'Oppuers, seigneur de Seclin, Marcq, Attiches, La Madeleine, Antreuil, puis de Bas Aubers et Pommereault (par succession de son oncle Antoine Félix), maire de Gondecourt, bourgeois de Lille par relief le 11 février 1738, meurt à Lille La Madeleine le 21 décembre 1775.
De son mariage célébré à Gand Saint-Nicolas le 13 avril 1737 avec Marie Anne Françoise de Preud'homme d'Haillies née à Poucques le 31 décembre 1711, morte à Lille La Madeleine le 1er avril 1776, fille de Marc Antoine Albert et de Antoinette Alexandrine d'Ongnies, sont issus :
- Alexandrine Charlotte Marie (1739-1827)
- Marie Albertine Félix Colette (1740-1786)
- Louis Joseph Hubert Colette (1741-1767)
- une fille (1742-1742)
- Marie Thérèse Antoinette (1744-1795)
- François Augustin Anne Hubert Colette, qui suit
- Charles Maximilien Jean Ghislain Barthélémi Colette (1750-?)
- Joséphine Ferdinande Léon Colette (1754-?)
- Louis Marie Antoinette Joseph (1755 -an X)

François Anne Augustin Hubert Colette, marquis d'Hangouart baptisé à Gand Saint-Jacques le 11 avril 1747, dernier comte d'Avelin, reçu chevalier de Malte de minorité le 3 décembre 1749, convoqué aux assemblées de nobles de Flandre par ordonnance du 12 novembre 1779 meurt à Avelin le 8 octobre 1825.
De son mariage célébré à Tournai Saint-Nicolas du château le 14 juin 1773 avec Marie Adrienne Alardine Françoise de Franeau d'Hyon, née à Le Quesnoy en 1746, fille de Jacques Adrien Joseph et de Marie Joseph Placide Camille van der Burch est issu un fils mort-né à Lille Saint-Maurice le 17 décembre 1777.
François d'Hangouart fait construire l'hôtel d'Avelin à Lille (ancien logement du recteur d'académie). Vivant mal la Révolution, il part pour la Belgique en 1790 ; quand il revient, il se trouve catalogué comme suspect. Le 27 août 1792, Sta, procureur syndic du district de Lille, se réjouit d'avoir découvert des meubles superbes dans des cachettes aménagées lors d'une perquisition dans l'hôtel d'Avelin. En janvier 1793, François d'Hangouart parvient à se réfugier en Allemagne. Au retour de son exil, le 12 août 1802, il est ruiné, sa sœur ayant en vain tenté de sauver ses biens. Aigri, il se refuse à admettre qu'une page de l'Histoire est tournée.

### Fief du petit Wasquehal
Fief tenu de Wasquehal Paroisse à Wasquehal.
- Ernoulet d'Aire en 1470.
- Martin de Roubaix en 1587 après son père, par rachat.

Une vue générale des seigneurs du fief de Wasquehal Paroisse semble une bonne base pour une étude du Petit Wasquehal à Hellemmes.
Jusqu'en 1415, Wasquehal Paroisse et Wasquehal la Marque étaient aux mains du même seigneur.
De 1096 à 1268 existait une famille noble de Waskenhal jusqu'à ce que Jeanne, dernière dame de Wasquehal, épouse Wautier VI, fils du châtelain de Douai. Les deux fiefs passent de père en fils, à Gilles I (1304-1320), puis Gilles II (1320-1355), enfin à Jean. Ce dernier, ruiné par la guerre entre le roi de France et le comte de Flandre perd et son patrimoine et ses titres de noblesse (qui lui seront rendus vers 1365 par Charles V, roi de France).

#### Maison de Ghistelles
Wasquehal Paroisse et Wasquehal la Marque échoient à Isabeau de Rode, dame de Ingelmunster et du Breucq (Le fief du Breucq s'étendait sur Flers, Fives, Hellemmes et La Madeleine, la pairie du même nom en faisait partie. Plus de trois cents maisons, cabarets, hôtels composaient la pairie lors de sa vente à Jean de Roubaix en 1423). Par acte du 28 janvier 1398, alors veuve de Jean VI de Ghistelles, elle fait don de « 5 cens de prêt » à Houplines au profit d'un certain Jacques Poulle « pour plusieurs bons services et agréable qui a fait et encore fera ».
Gérard de Ghistelles, fils de la précédente, seigneur de Wasquehal la Marque, Wasquehal Paroisse du Breucq, meurt à Azincourt (1415). Il avait épousé Isabelle de Moere. Ses fils reçoivent :
- Wasquehal la Marque à Jean, seigneur du Breucq.
- Wasquehal Paroisse à Guy I, dit le Vieux, grand bailli de Tenremonde, époux en premières noces de Marguerite de Oudenhove (morte en 1746), en secondes noces de Marguerite De VOS, héritière d'Axelles, dont, du second mariage :
  - Guy, qui suit
  - Jossine qui épouse en 1460 Pierre de Bergues-Saint-Winoc.

Guy II de Ghistelles, fils du précédent, seigneur d'Axelles du chef de sa mère meurt célibataire en 1476. Wasquehal Paroisse avait été vendu à son beau-frère Pierre de Bergues-Saint-Winoc qui avait épousé Jossine la même année.

#### Maison de Bergues Saint-Winoc
Catherine de Bergues, fille des précédents, dame de Wasquehal en 1470, épouse Robert de Ranchicourt, seigneur de Divion, Le Maisnil, Fournes, Hénin Liétard, Wasquehal Paroisse.
Wasquehal Paroisse passe ensuite par succession à la maison de Bournon-Ville, mais cette famille ne gère plus notre Petit Wasquehal que de très loin.

### Fief d'Ennequin
Fief vicomtier tenu de la seigneurie de Dadizeele à La Madeleine à 10 livres de relief, comprenant 10 bonniers 7 cens d'héritage ainsi que des rentes sur 9 bonniers 909 verges et 3 maisons à Lille.
Dans le chœur de l'église de 1517 se trouvait un vitrail offert par divers membres de la famille de Le Flye, seigneurs du lieu.

#### Maison de Le Flye
- Michel de Le Flye, anobli en 1503.
- Jean de Le Flye[3], cité en 1505, fils du précédent, anobli, seigneur d'Ennevelin et de La Vallée, se marie en secondes noces avec Jeanne Le Prévost.
- Maximilien de Le Flye, fils des précédents, écuyer, marié avec Jeanne de La Cauchie.

En 1562 Jean de Le Flye est mort : sa veuve est soumise à l'emprunt forcé pour 30 florins.
- Mathias de Le Flye, cité en 1564, fils des précédents, seigneur de Sapignie et d'Ennequin, se marie avec Catherine Dubois, sans postérité.
- Mathias de Le Flye, neveu du précédent, cité comme seigneur d'Ennevelin et d'Ennequin en 1570, époux de Anne de Varennes.

#### Maison Bayart
Jean Dominique Bayart, écuyer, seigneur d'Ennequin, baptisé à Lille Saint-Étienne le 1er août 1561, fils de Bruno et de Marguerite Daudenarde (mariés le 27 janvier 1651), elle-même fille de Guillaume et de Michelle Desfontaines.

#### Maison de Flandres
Marie Jeanne de Flandres, dame d'Ennequin, fille de Simon et de Jeanne Desmazures (elle-même fille de Charles et de Jeanne van Thiennen), baptisée à Lille Saint-Étienne le 19 octobre 1663, morte à Lille Saint-André le 11 avril 1727. Elle avait épousé en premières noces le 28 janvier 1692 à Lille Saint-André Pierre François Joseph Platevoet (fils de François et de Jeanne Laignel) et en secondes noces Joseph Le Merchier.

#### Maison Hauchart
Claude Hauchart, procureur à Lille.

### Fief Innommé
Fief vicomtier tenu de la seigneurie de Roubaix consistant en 12 bonniers de terre à labour sur le chemin de Lille à Tournai.

#### Famille Spriet
- Jehan Spriet.
- Jehan Spriet, fils du précédent, vivant à Hellemmes de 1564 à 1582, mort avant 1600, meunier.
- Anthoine Spriet, fils du précédent, né à Hellemmes vers 1575, mort après 07/1743 (2BXI 27A/435 - 13/07/1643 Antoine SPRYE fils de feu Jehan, laboureur et ollieur, Michelle CORNILLE sa femme, demeurant à ROUBAIX.), meunier du seigneur de Roubaix, achète la bourgeoisie de Lille le 7 janvier 1600. Il se marie en premières noces, avant 1600, avec Pasque Crucq, en secondes noces vers 1617 avec Michelle Cornille (fille de Joseph et de Marguerite Lamotte), dont, issus du second mariage :
- Jérôme, meunier, né à Roubaix le 25 mai 1620, meunier, marié avec Jacqueline Delerue.
- Jean né à Roubaix le 6 octobre 1625, (fils de Louis et de Michelle DECOUCHELLES) marié à Roubaix le 13 juin 1650 avec Agnès Delebecq, dont :
  - Jean, né à Roubaix en 1652, marié en secondes noces avec Jeanne Caucheteux.
- Antoine Spriet vit à Roubaix de 1602 à 1642, sa seconde épouse, de 1618 à 1637.

### Fief de La Hocque
Mention trouvée sur un plan établi juste après la Révolution indiquant « fief et chapelle de la Hocque mais la chapelle est attestée en 1738 ».
La chapelle d’Elocques a été très longtemps cause de litige entre les paroisses de Hellemmes et Fives. Bien qu’un jugement soit intervenu en faveur de la seconde, la chapelle est restée hellemmoise.
La tradition selon laquelle la chapelle aurait été construite pour un membre de la famille Dordin (Louis) revenu indemne des guerres d’Italie, en 1797, se trouve mise en défaut. Il s’agit d’une reprise d’existant, éventuellement d’une reconstruction.
(voir au chapitre des curés, abbé Roussel).

### Fief et cense d'Humières
Ce fief est nommé ainsi sur le même plan que cité ci-dessus.
Le bâtiment ainsi appelé semble avoir servi de cantonnement au marquis d’Humières lors de la campagne des Flandres par Louis XIV en 1668.

### Cense d'Hellemmes
La cense d'Hellemmes comprenait la totalité des fonds de terres de l'abbaye des Dames de l'Abiette ainsi qu'un très grand bâtiment « au carré », typique de notre région agricole. Au XVe siècle, les locaux semblent se situer entre les actuelles rues Fénelon, Delemazure, Abbé Six, Faidherbe.
Deux siècles plus tard, victime de la vétusté, des guerres, des troubles religieux, le patrimoine immobilier est réduit au quart de sa surface initiale. Le nombre de censiers et de fermiers se multiplie. À la fin du XVIIe siècle, la cense principale est dite de l'Abiette.
- Pierre de Le Cambre, fils de Guillaume, prend un bail le 30 mai 1489. Il comparait comme témoins lors de l'enquête fiscale de 1499.
- Wallerand de Le Cambre, fils du précédent, né à Marcq-en-Barœul, mort en 1552, époux d'Antoinette Willan. Bourgeois de Lille par achat du 5 décembre 1505, il prend des baux, seul, les 21 janvier 1496, 7 mai 1504, 13 février 1514 et avec son fils Arnould le 6 septembre 1530.
- Arnould de Le Cambre, fils des précédents, mort en janvier 1579, époux de Madeleine de Lobel, également morte en janvier 1579. Il prend un bail en 1570.
- Georges Lambelin, né à Lesquin, fils de Gérard. Il achète la bourgeoisie de Lille le 5 février 1562. Il avait épousé Françoise de Le Cambre, fille de Jean (peut-être fils de Wallerand cité plus haut). Il prend des baux, seul, les 23 décembre 1586, 29 octobre 1597, et avec son fils Georges, le 12 mai 1605.
- Georges Lambelin, fils des précédents, né à Hellemmes, épouse Barbe Damide. Il devient bourgeois de Lille par relief le 2 juillet 1599. Il prend la cense à bail, seul, le 3 juillet 1514.
- Georges Lambelin, fils des précédents, épouse Jeanne Bouchery (fille de Jean). Il devient bourgeois de Lille par relief le 20 novembre 1626. Le 17 mars 1632, il signe un bail pour « une partie des terres de l'ancienne cense ».
- Françoise Lambelin, fille des précédents se marie en premières noces avec Jean Leuridan (fils d'Adrien et de Marie du Saulchois), bourgeois de Lille par relief du 13 août 1630. Il prend à bail une partie des terres de la cense le 8 mars 1632. De ce mariage, elle retient un fils, qui suit.
Françoise Lambelin se marie en secondes noces avec Floris de Le Masure, morte avant 1676, (fils de Guillaume et de Pasque Corman, elle-même fille de Jean, d'Hellemmes) lequel signe un bail les 4 avril 1631, 15 mars 1647, et deux autres en 1653.
- Jacques Delemazure né à Hellemmes le 4 novembre 1649, y meurt le 31 août 1671. Il épouse Catherine Hallée, née à Hellemmes le 6 novembre 1650, y meurt le 14 mai 1700, fille de Louis (lui-même fils de Louis) et de Barbe Deleplancq, d'où :
  - Charles Louis (ou Charles Floris), fermier (1679-?)
  - Nicolas Venant, qui suit.
- Nicolas Venant Delemazure, fermier, né à Hellemmes le 22 mai 1687, y décédé le 9 mars 1739. Il épouse à Hellemmes le 25 novembre 1716 Marie Elisabeth Delobel, née à Hellemmes le 19 mai 1682, y décédée le 17 février 1759, fille de Josse et de Françoise Hallez, d'où
  - Michel Archange, qui suit
  - Anne Michelle (1720-?)
  - Marie Françoise Joseph (1723-?)
  - Charles François Joseph (1724-avant 1781)
- Michel Archange Delemazure, laboureur, encore qualifié de censier des Dames de l'Abiette. Il se marie avec Marie Rose Deffontaines, fille de Jacques (censier de l'Abiette) et de Marguerite Le Mahieu.
- Pierre Pollet, fils de Bernard, se marie avec Antoinette de Brabant, fille de Louis et de Barbe Frémault, veuve de Jean Boutillier. Il signe des baux les 13 mars 1651, 26 novembre 1659, 24 avril 1670 et 27 janvier 1678.
- Anne Boutillier, fille de Jean et de Antoinette de Brabant, épousera Jean Desfontaines, censier de l'Abiette.

### Cense de l'Abiette
Le cense de l'Abiette a été construite au XVIIe siècle à l'emplacement de l'ancienne cense d'Hellemmes mais d'une bien moindre importance bâtie.
- Jean Deffontaines, fils de Jean et de Isabeau Pottier (laquelle épousera en secondes noces Pierre Pollet), sergent d'Hellemmes. Il épouse le 31 janvier 1669 Anne Boutillier, baptisée à Marquette le 7 avril 1647, morte à Hellemmes le 8 octobre 1697, fille de Jean et de Antoinette de Brabant (voir cense d'Hellemmes). Par contrat de mariage en date du 30 juillet 1695, Jean Deffontaines se remarie avec Marier Cornille, demeurant à Seclin, fille de Charles. Jean Deffontaines avait signé un bail le 18 novembre 1694.
- Jacques Deffontaines, fils des précédents, meurt à Hellemmes le 30 octobre 1741, se marie à Annappes le 29 octobre 1704 avec Marie Marguerite Le Mahieu née à Annappes le 23 janvier 1677, morte à Hellemmes le 29 septembre 1742, fille de Robert et de Catherine Verdière. En 1697, Jacques Deffontaines figure comme lieutenant d'Hellemmes ; il signe des baux les 4 juillet 1713 et 17 juillet 1722.
- Marie Rose Deffontaines, fille des précédents, née à Hellemmes le 5 avril 1714, y décédée le 25 décembre 1806, se marie le 30 octobre 1741 à Hellemmes avec Michel Archange Delemazure (voir cense d'Hellemmes).

### Cense Saint-Antoine
Jean Baptiste Montagne, né à Fives, mort à Hellemmes le 19 décembre 1790 à l'âge de 63 ans, fils de François et de Marie Barbe Eléonore. Il est dit veuf lors de son mariage le 19 juillet 1754 à Hellemmes avec Marie Elisabeth Deledal, née à Wasquehal le 13 mars 1714, morte à Hellemmes le 14 août 1792, veuve en premières noces de Jacques Lescroart, fille de Jean Baptiste et de Jeanne Lemesre, dont, du second mariage :
- Marie Anne Joseph (1756-?)
- Alexandre Joseph, qui suit

Alexandre Joseph Montagne né à Hellemmes le 24 novembre 1758, marié à Fives le 9 février 1790 avec Marie Amélie Carpentier, née à Bachy le 24 avril 1756, fille de Jean Baptiste et de Marie Jeanne Havet.
Alexandre meurt accidentellement en déchargeant son pistolet le 15 germinal an IV à Hellemmes. Il laisse trois enfants :
- Louis Joseph (1791-?)
- Cyriaque Joseph (1792-?)
- Jean Baptiste Joseph (An II-?)

## Les édifices cultuels

### L'église Saint-Denis

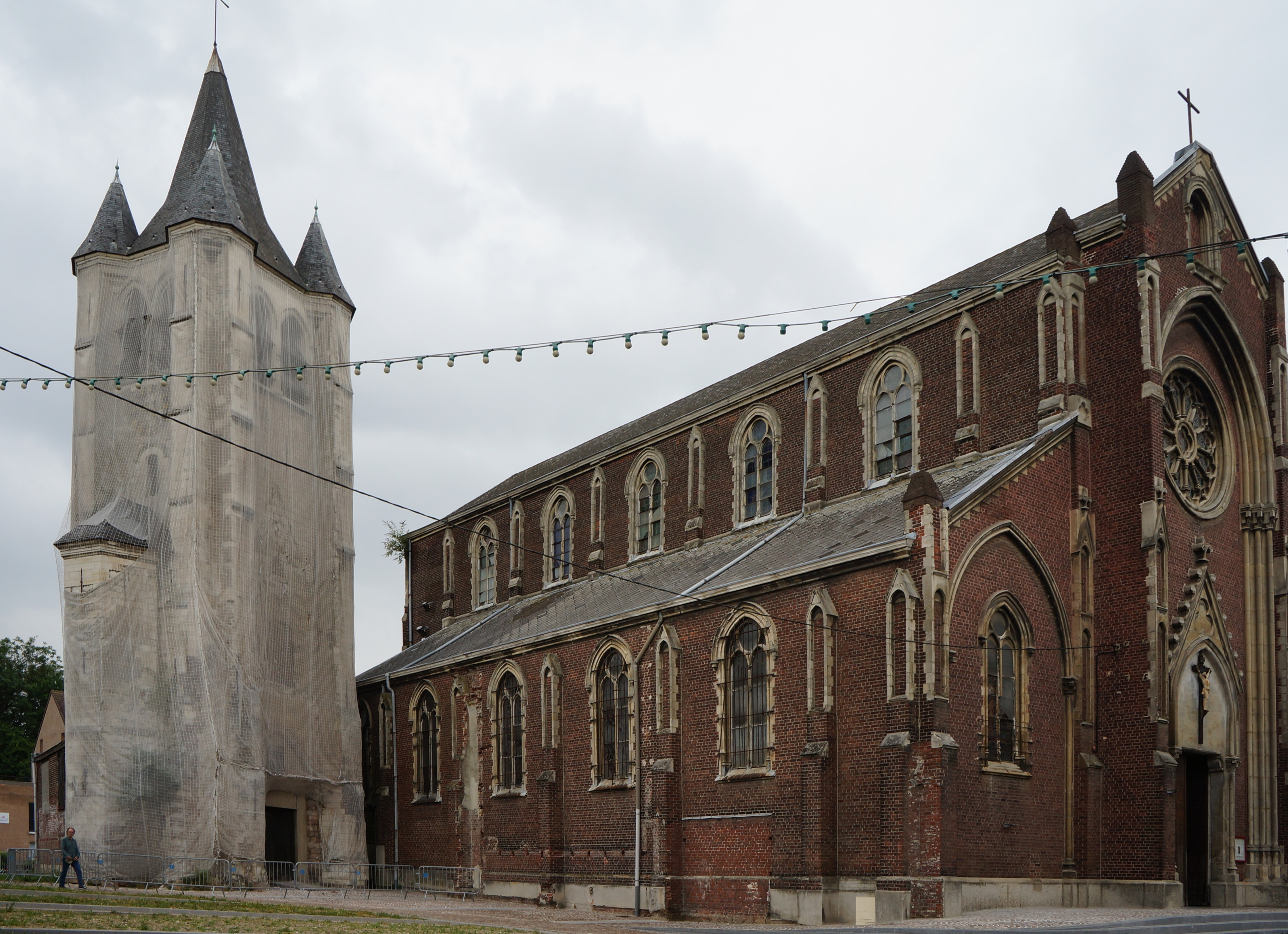
Église Saint-Denis d'Hellemmes

En l'état actuel, elle est composée de deux parties :
- D'un clocher daté du XVe siècle, inscrit à l'inventaire des Monuments Historiques en 1929.
- Des nefs néogothiques, construites de 1871 à 1879 par Charles Leroy, l'architecte de la cathédrale Notre-Dame de la Treille, et des églises voisines de Notre-Dame de Fives ainsi que de Saint-Maurice des Champs.

L'église primitive et son histoire :
1517 est l'année généralement admise comme étant celle de la construction de la première véritable église d'Hellemmes. Il est possible de faire le rapprochement avec celles de Lezennes, dont le clocher est daté, Flers, Sainghin en Mélantois, etc.
Le sondage archéologique, dit de l'annexe Fénelon, effectué en juin et juillet 2001 nous renseigne bien mieux quant à l'évolution de cette construction. Cinq états successifs ont pu être dégagés, suivant les différents types de construction :
- Type 1 : représenté par un mur orienté Est-Ouest de 16 cm d'épaisseur sur une longueur de 7 m, au droit du clocher, épaulé par un contrefort rectangulaire de 1 m × 1,25 m.
- Type 2 : représenté par deux murs à angle droit épaulés par un contrefort oblique. Le mur Est-Ouest de 1,25 m sur 4 m de longueur avec un retour Nord-Sud. L'extension vers l'Est n'a pas pu être déterminée.
- Type 3 : murs dessinant un quadrilatère d'environ 25 m2. L'angle Sud-Ouest est épaulé par un contrefort de 1,50 × 1,50 m.
- Type 4 : mur orienté Est-Ouest de 1 m de largeur observé sur 7 m.
- Type 5 : mur orienté Est-Ouest de 0,50 m de largeur sur 6 m de longueur. Ce mur prenait appui sur les fondations d'états antérieurs.

Cette première église était placée sous le vocable de Saint-Ghislain. Saint Ghislain, né à Athènes au début du VIIe siècle, mort en 686, avait été désigné par saint Amand, évêque de Maastricht, pour évangéliser le Hainaut. Il fonde le monastère de Celle, près de Mons, en Belgique, qui sera à l'origine de la ville de Saint-Ghislain. Les mamans se plaçaient sous la protection de ce saint qui protégeait des maladies infantiles et de l'épilepsie. Bien que souvent représenté en évêque, rien ne prouve qu'il ait reçu la consécration épiscopale.
Jusque dans les années 1960, le 9 octobre, un culte était rendu à ce saint. Une médaillette ovale en aluminium était distribuée à cette occasion, coutume reprise récemment.
L'avers présente le saint de face, en habit épiscopal, en arrière-plan, le monastère de Celle. Le tour porte l'inscription « saint Ghislain priez pour nous ». Au revers, se trouve sur quatre lignes l'inscription « saint Ghislain vénéré à Hellemmes-Lille ».
La nef de cette première église avait probablement une toiture en chaume. Seul le clocher subsiste dont la description faite par l'abbé Vermeersch a été publiée à maintes reprises dans le Petit Hellemmois, à l'origine, puis dans divers bulletins municipaux. Moins connue est celle, très précise d'Émile Théodore, conservateur général des musées du palais des Beaux-Arts. Ci-dessous, extraits du rapport présenté lors de la demande de classement en date du 18 novembre 1922 :
La tour de l'ancienne église d'Hellemmes est un des meilleurs spécimens de ces tours caractéristiques des églises de la Flandre Wallonne, élevées dans la deuxième moitié du XVe siècle et dans le commencement du XVIe siècle comme on le voit à Lille (église Sainte-Catherine), à Flers, à Sainghin en Mélantois et à Ronchin (Nord).

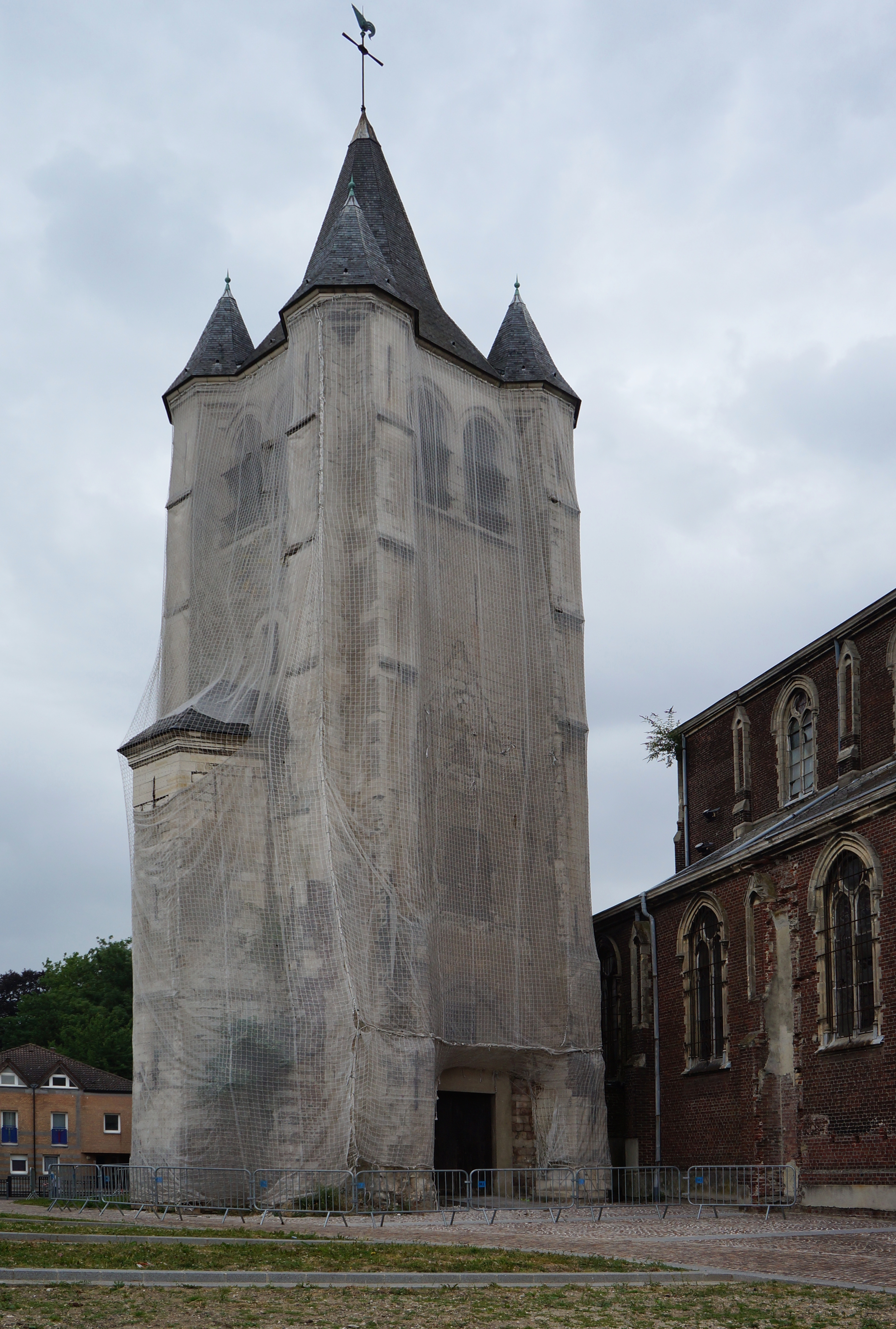
La tour, de plan carré, du clocher de l'Église Saint-Denis d'Hellemmes

« Cette tour, de plan carré, construite entièrement en pierre blanche, d'un très bel appareil, est flanquée de deux massifs contreforts à chacun de ses angles. Placé autrefois à l'entrée de l'ancienne église, un portail carré surmonté d'un bel et grand arc brisé mouluré s'ouvre au bas de cette construction sous lequel est ménagé le passage principal de l'ancienne église dans l'axe de la nef de cette dernière. À la partie supérieure, sur chacune de ses faces, sont percées deux grandes baies en arc brisé, d'un bon tracé, garnies d’abat-son et que surmontent les archivoltes moulurées. À la hauteur de la plate-forme, d'où s'élance une flèche pyramidale en charpente ardoisée, règne un triple cordon de larges moulures, suivant un dispositif que l'on rencontre dans les beffrois du Nord de la France ; les angles de cette plate-forme sont agrémentés d'échauguettes posées sur les contreforts, leurs culs de lampe offrent au milieu des moulures des bandeaux de feuillages stylisés dans le goût du style gothique flamboyant. Des toitures pyramidales en charpente ardoisée recouvrant ces encorbellements. Sur l'un des côtés de la tour, une tourelle à pans coupés contient un escalier donnant accès aux deux étages inférieurs constitués chacun par un plancher de charpente.
Au-dessus du second étage est disposée la charpente du beffroi des cloches dont les poteaux corniers reposent sur les corbeaux se détachant des parements des murs intérieurs. L'ensemble de cette tour, dont la sobre et sage décoration est fournie par les lignes d'ombre et de lumière des moulures et où la sculpture n'intervient très discrètement que dans les frises de feuillages, des culs de lampe, des encorbellements, des parties hautes, pour rompre parfois la monotonie des moulures, donne l'impression d'une masse solide tout en conservant une silhouette élégant. »
À noter que la tourelle abritant l'escalier en colimaçon menant aux étages supérieurs est postérieure à l'érection du reste du clocher : les moellons ne sont pas liés à ceux de la tour.
De plus, le plancher du premier étage est situé à un niveau inférieur à celui d'origine, alors que celui du second étage est inférieur.
Mahieu Manteau, sayetteur à Lille, a consigné un certain nombre d’événements qui ont marqué son époque. À la date du 11 janvier 1557, il note : « Il fit un si grand vent, lequel abattit le pont de la porte Saint-Sauveur lequel était un pont de bois, et rua le clocher de l'hospital Gantois, et puis le clocher de l'église d'Hellemmes, et le clocher de Singhin Mélantois, et la justice de la porte des Malades, et plusieurs granges et beaucoup de maisons. »
Dans la nuit du 9 août 1580, les hurlus, qui harcèlent les faubourgs de Lille, incendient la plupart des immeubles du village.
Ces deux événements semblent bien remettre en question la véritable date de construction du clocher, encore une partie aurait-elle pu être réutilisée.
Ce n'est qu'à partir de 1585 que le bâtiment commence à être réaménagé. En 1600, maître Nicolas Vilain célèbre la première messe dans l'église à peine réparée.
Le chœur était orné (en 1601) d'une verrière comportant les armes de plusieurs membres de la famille de Le FLye, seigneurs d'Ennequin.
En 1667, les Français catholiques, succédant aux Espagnols catholiques, furent reçus au moins dans l'indifférence. En 1713, succédant aux Hollandais calvinistes, ils prendront figure de libérateurs. Les facilités qui avaient été accordées aux protestants furent la cause de l'hostilité de la population envers la puissance occupante. « Toute la contrée qui entoure Lille, Tournai et Saint Amand est ainsi empoisonnée par le venin calviniste » (Fénelon, Correspondance).
Dans le cadre de l'œuvre anticléricale de la Révolution, l'église Saint-Ghislain est vendue par adjudication le 26 août 1799 au citoyen Dassonville de Lille pour un montant de 184 000 francs. L'acheteur put également acquérir les églises de Aubencheul-au-Bac, Hélesmes, Monceau-Saint-Vaast, Raucourt et Rumegies. Contrairement aux conditions de vente, ces églises ne furent pas détruites.
En 1800, celle d'Hellemmes est rachetée par messieurs Delmer, fermier à Fives, et Monnet, fermier à Hellemmes, pour 30 000 francs chacun. En cela, ils auraient été aidés par le chapitre de Tournai pour rendre le bâtiment au culte.
Le Monnet dont il est question est Pierre Joseph (1751-1834), oncle de Jean Baptiste qui sera maire d'Hellemmes de 1865 à 1870.
Une première cloche baptisée Marie Louise est installée dans le clocher en 1812. Le parrain en est Jean Baptiste Corsin, ancien maire, et la marraine Marie Louise Condé.
Quinze ans plus tard, Hellemmes ayant souffert des guerres napoléoniennes se voit attribuer deux nouvelles cloches, à la suite de la réparation du clocher (en 1824) :
- Marie Catherine, parrain Pierre François Joseph Salembier, maire de Mons-en-Barœul, marraine, Marie Christine Meurisse, fermière à Mons-en-Barœul.
- Émilie Pauline, parrain Isidore Ducatillon, ancien maire, marraine Émilie Pauline Joseph Bigot, propriétaire à Lille, épouse de Philippe Joseph Brianciaux. Elle est présidente de la Société de charité maternelle et présidente des salles d’asile de Lille.

Sous l'Ancien Régime, les cloches symbolisaient si bien la communauté que parfois on leur infligeait des châtiments : en 1737, un intendant du Bourbonnais fait descendre les cloches d'une église locale, et la fait fouetter par la main du bourreau pour punir les habitants qui avaient pris parti pour des faux-sauniers.
Lorsque Pierre Vanacker arrive à la cure de Saint-Denis, l’église tombe presque en ruines. Il financera presque totalement les réparations de ses propres fonds, en dépit de tous les petits différends qu’il aura avec la municipalité, représentée par son maire, Jean Baptiste Ghesquières. Ainsi, il aura de vives remontrances pour avoir changé un châssis de l’église sans autorisation préalable, mais après les travaux terminés ; le supplément de traitement qu’il recevait, soit 100 francs par an, lui sera supprimé de 1881 à 1883.
Le Conseil de fabrique demande la création d’un vicariat assorti d’une allocation de 200 francs pour le titulaire, alors que le curé ne réclame aucun sacrifice de la part de la commune en ce qui le concerne ; le conseil municipal émet un avis défavorable, précisant « qu’il n’entend s’engager à aucune dépense à ce sujet ni dans le présent, ni dans l’avenir » (délibération du 10 avril 1883). Cependant, le vicariat établi à Hellemmes est maintenu, ainsi que l’allocation de 450 francs (délibération du 21 novembre 1884). Peu enclin à la rancœur, notre curé léguera une somme de 50 000 francs à la ville (le cinquième sera reversé de droit à la commission du Bureau de bienfaisance). Pour régler les frais de succession s’élevant à 4 500 francs, un titre de rente à 3 % sera émis.
Le 12 février 1903, à 2 heures du matin, lors d’une tentative de cambriolage un incendie se déclare dans la sacristie qui est complètement détruite avec tout ce qu’elle contient dont 155 années d'archives. Le montant de l’assurance, soit 5 835,73 francs, permet une remise en état du local, la commune ayant accepté de couvrir les frais de l’architecte Hannotin, de Lille.
Pendant la Première Guerre mondiale, les Allemands réquisitionnent les métaux non ferreux : le 1er mars 1917, entre 7 et 14 heures, les tuyaux de l'orgue sont arrachés, les cloches jetées en bas du clocher.
Grâce à la générosité des paroissiens, trois nouvelles cloches sont baptisées le 6 août 1922 à 15 heures.
- La « Cloche de la Paroisse » baptisée Denis Ghislaine Marie Louise François Georgette porte, entre autres, l'inscription « Dieu veuille bénir tous les paroissiens de Saint-Denis dans leurs affaires temporelles et spirituelles ». Elle sonne le fa et pèse 1 050 kg.
- La « Cloche de France » baptisée Jeanne Marguerite Marie Georges Auguste Pauline Léon François Pierre et Paul Marie Anna porte l'inscription « Je sonne la France… et j'invite à prier Dieu pour qu'il daigne accorder la Paix dans l'Union Sacrée. Plaise à Dieu que ma voix se fasse entendre longtemps et que mes appels soient entendus ! ». Elle sonne le sol et pèse 730 kg.
- La « Cloche du Travail » baptisée Marie Joséphine Cécile Blanche Léon Charlemagne Paul Julien Georges, porte l'inscription « J'invite tous les travailleurs à se ranger sous l'étendard de Notre Seigneur Jésus-Christ. Fasse Dieu que les patrons et les ouvriers s'unissent dans la justice et la charité ! ». Elle sonne le la et pèse 520 kg.

En janvier 1975, le bras d’une des statues du fronton de l’église se détache. Par mesure de sécurité, les autres ornements sont démontés par les pompiers, soit une croix et six statues (2,5 mètres de haut, 300 kg de pierre de Lezennes) parmi lesquelles on reconnaît une Vierge, un saint Denis, un saint Joseph, un saint Ghislain, les autres n’étant plus identifiables.
Le clocher a été inscrit à l’Inventaire supplémentaire des monuments historiques par arrêté du ministre de l’Instruction publique et des Beaux-Arts en date du 11 février 1929.

#### Les grandes orgues

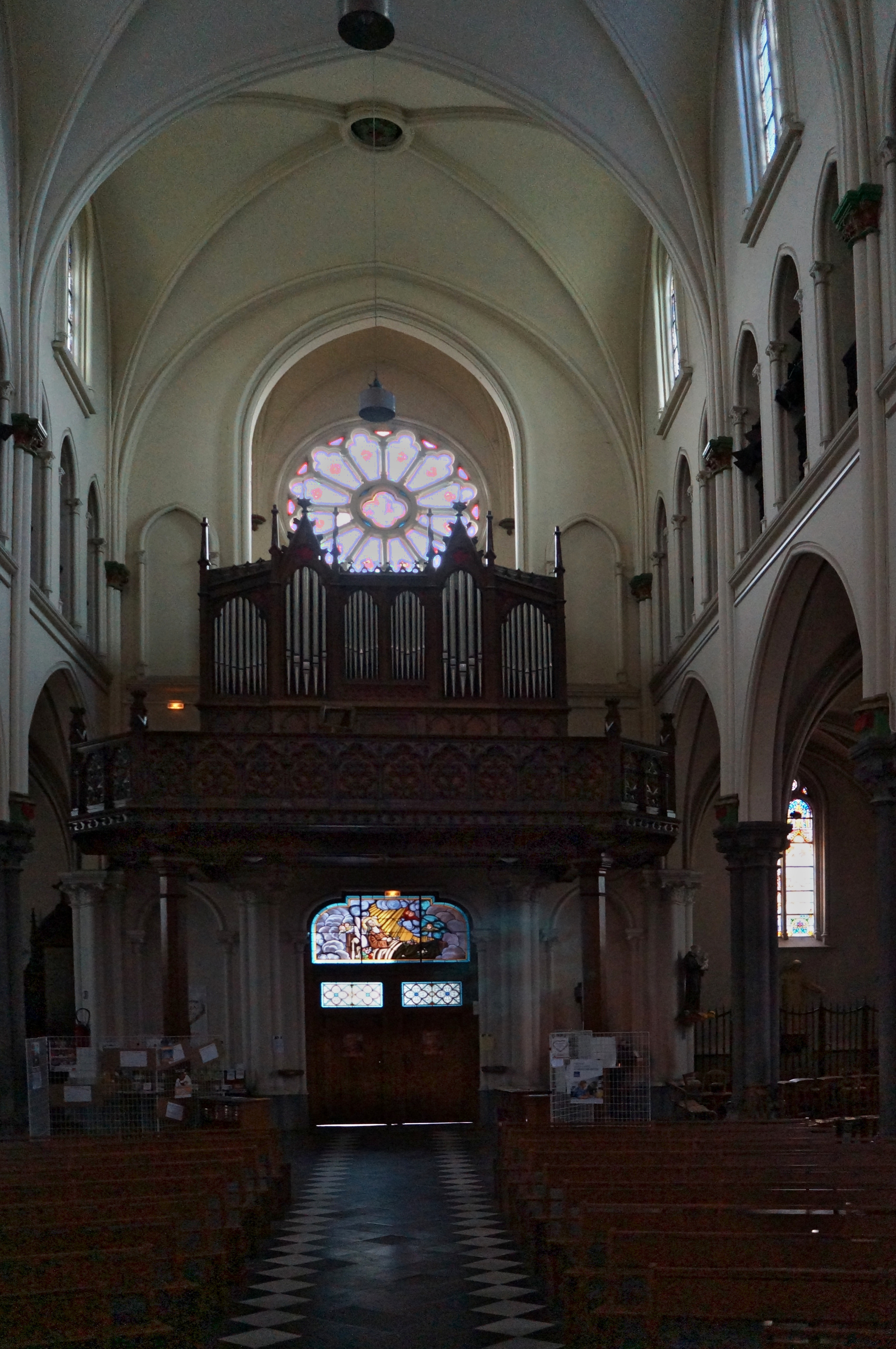
Les grandes orguesde l' Église Saint-Denis d'Hellemmes

L'orgue portant la signature des frères Damiens, facteurs d'orgues à Gaillon (Eure), dans les sommiers de l'instrument, a été construit en deux fois : en 1875 pour sa partie centrale et en 1877 pour l'adjonction des cinq jeux de pédales, époque à laquelle les claviers, qui sortaient de l'instrument, sont installés dans un meuble séparé afin que l'organiste soit face à l'autel.
- En 1922, Joseph Hentges, maire d'Hellemmes, fait appel à Jean Talon, facteur d'orgues à Lambres-lez-Douai qui remplace les tuyaux en zinc pour une somme de 3 500 francs prise sur les dommages de guerre (ceux d'origine étaient en étain, mais ont été enlevés par les Allemands en 1917, abîmant du même coup le sommier de l'instrument). Une avance de 3 000 francs avait été accordée l'année précédente à la municipalité par le service des dommages de guerre.
- En 1936, l'air est produit par un moteur financé par une souscription paroissiale de 7 000 francs. Il semblerait que les travaux (la réparation s'élève à 7 400,00 francs) aient été effectués par la maison Sequies.
- En 1975, l'orgue rend l'âme. Le 5 avril, la commission diocésaine des orgues de Lille, représentée par Philippe Lefebvre, en fait une expertise à la suite de la demande de l'abbé Dequae. Le curé est invité à lancer un appel d'offres. Le 16 juin, un projet de restauration en quatre tranches établi par M. Loridan est soumis à la commission des orgues. Le 26 septembre, cette commission retient le projet de relevage de l'instrument et le projet d'alimentation, le tout pour un montant de 22 500,00 francs. La paroisse opte pour un orgue électronique.
- En 1985, l'orgue, en ruine, est peu à peu remis en service. M. Pascal, facteur d'orgues à Lille, restaure les cinq jeux du grand orgue. Claude Grard refait l'installation électrique.
- En 1986, remise en fonctionnement des cinq jeux du récit. Réfection et protection supérieure de l'orgue par la société Gommenne Frères d'Hellemmes.
- En 1988, remise en état de fonctionnement du pédalier en tirasse.
- En 1989, remise en fonctionnement des six derniers jeux du grand orgue.
- En 1990, remise en fonctionnement des cinq jeux du pédalier.
- Le 21 novembre 1990, l'orgue est classé parmi les monuments historiques. La paroisse est arrivée au bout de la part de la restauration qu'elle s'était fixée pour un coût total de 120 866,66 francs.
- En 1996, l'entreprise Michel Garnier, d'Acquin-Westbécourt (Pas-de-Calais) est désignée pour continuer la restauration pour un montant de 908 522 francs. L'ordre de service est établi le 1er février 1998 pour un délai d'exécution de dix-huit mois. M. Garnier cesse ses activités en raison d'un dépôt de bilan. Jean-Pascal Villard, facteur d'orgue à Thénezay (Saône-et-Loire), est désigné par l'État pour achever la restauration. Le coût de la restauration totale, pour la commune, s'élève ainsi à 1 208 522 francs.

##### Composition du Grand Orgue
| Bourdon             | 16                   | Bourdon                 | 8       |
| Flûte               | 8                    | Montre                  | 8       |
| Viole de gambe      | 8                    | Prestant                | 4       |
| Doublette           | 2                    | Plein-jeu               | 3 rangs |
| Clairon             | 4                    | Trompette               | 8       |
| Bombatrde           | 16                   |                         |         |
| Pédale              | 25 notes             |                         |         |
| Bourdon             | 16                   | Flûte                   | 8       |
| Clairon             | 4                    | Trompette               | 8       |
| Bombarde            | 16                   |                         |         |
| Récit               | 42 notes             |                         |         |
| Bourdon             | 8                    | Salicional              | 8       |
| Flûte harmonique    | 4                    | Flageolet               | 2       |
| Voix céleste        |                      | Voix humaine            | 8       |
| Cor anglais         | 8                    | Hautbois                | 8       |
| Accouplements       | (Effets accessoires) |                         |         |
| Tirasse Grand Orgue |                      | Tirasse Récit           |         |
| Appel Grands Jeux   |                      | Suppression Grands Jeux |         |
| Accouplements I/II  |                      | Trémolo                 |         |

(Le chiffre donne, en pieds, la hauteur du plus grand tuyau du jeu.)
Les tuyaux sont en bois pour certaines basses (bourdon 16) ou en étain comme la majorité des tuyaux. Certains ont une forme conique, les jeux d'anches qui s'accordent par des rasettes. Il y a deux claviers manuels et un de pédale ; c'est ainsi que le Grand Orgue a 678 tuyaux, le récit 336 et la pédale 135. C'est un total de 1149 tuyaux que l'organiste peut commander à partir de la console. En 2000, M. Vilard, facteur d'orgues, est chargé d'une nouvelle restauration.
L'inauguration des orgues enfin remises en état a lieu le 7 décembre 2001. Un concert est donné par Philippe Lefebvre, directeur du conservoire national de la région, titulaire des orgues de Notre-Dame de Paris.

#### Le presbytère
D'après certain plan figuratif, la maison pastorale était située vers 1665-1709 approximativement aux actuels 52 à 56, rue Faidherbe, en retrait de l'alignement actuel.
Avant 1857, la maison pastorale était une propriété qu’une dame veuve Rouze louait à la commune. En cette année, elle décide de ne pas renouveler le bail. La municipalité décide alors d’en construire un nouveau suivant plans de l’architecte Marteau (il deviendra le presbytère de la paroisse Notre-Dame de Lourdes).
Le coût du nouvel immeuble se décompose comme suit :
- Subvention impériale : 3 000 F
- Don Abbé Vanacker : 2 000 F
- Emprunt[5] : 3 000 F
- Total : 8 000 F
- Dépense selon devis : 7 815,93 F

La propriété, située au 1, rue de l'Abbé-Six, s'est constituée sur deux propriétés plus importantes. La première par apport de Jean Baptiste Debacque aux termes de l'acte constitutif de la Société civile des immeubles d'Hellemmes-Lille le 14 mars 1890 (Maître Desmazières à Lille), le reste par acquisition de cette même société le 11 janvier 1924 de Mademoiselle Élise Samain (Maître Pourbaix à Ronchin).
La société fut dissoute et ses biens dévolus le 20 décembre 1977 (Maître Fontaine à Lille) à l'Association financière de Lille et de sa banlieue et à l'Association de gestion immobilière du diocèse de Lille (qui reçut la propriété sus mentionnée).
Le 16 mars 1981, la bâtisse est cédée à la ville de Lille pour être abattue (Maîtres Fontaine et Fanyau à Lille).

#### Le cimetière
À l'origine situé autour de l'église, il a été transféré à l'emplacement actuel en 1866.

#### Les curés
- 1357-1390 : Pierre Dormelli
- 1390-1395 : Michel de Hubiers
- 1485 : Enguerran Le Fèvre
Jacquemart Crespel est le premier clerc paroissial connu ; il figure parmi les comparants lors de l'enquête fiscale de 1491. Le clerc assiste le curé : il est maître sonneur, il chante aux offices, parfois maître d'école, il doit apprendre à lire et à écrire aux enfants, leur enseigner le catéchisme.
- 1595-1601 : Antoine Peze
- 1601-1604 : Pierre de Hanne
- 1604 : Pachard Legrand
Il s'agit peut-être de ce que l'on appellerait maintenant un vicaire, éventuellement le curé d'une autre paroisse effectuant un intérim.
- 1604-1606 : Jean de Willy
- 1606-1608 : Jean Arbant
- 1608-1610 : Jean de Trie
- 1610-1621 : Jean de Salon
- 1621-1623 : Anselme Philippe
- 1623-1627 : Guillaume Carlier
- 1627-1642 : Michel Colombier
- 1642-1653 : Jacque Creteau
Probablement né à Tournai (Belgique), fils de Philippe, peintre héraldique, généalogiste et roi d'armes et de Madeleine Hoyer. La famille portait comme armes : de sable au chevron d'argent, accompagné de trois merlettes du même. Cimier : une merlette d'argent entre un demi vol d'argent et un demi vol de sable. Devise : Fortune le Crest.
- 1653-1709 : Anselme Bocquart
Les archives départementales du Nord conservent les registres paroissiaux d'Hellemmes pour la période 1694-1716. D'après l'écriture, il semblerait que ce prêtre soit devenu presque aveugle vers la fin de son ministère.
Le 11 mai 1694, Olivier Six établit un « plan figuratif fait à la réquisition des Dames de l'Abbiette en Lille pour un différend entre les dites Dames & Monsieur… pasteur de Hellemmes iceluy veu avoir droit de passer sur la maison et héritage appartenant aux dites Dames à cause de leur cense audit Hellemmes faisant partie du fief & Srie du susdit Hellemmes occupé par Guillaume Liénard » (ADN Lille 183)
- 1709-1724 : Nicolas Antoine Cornillot
- 1724-1727 : Charles François Jacquart
- 1727-1751 : Josse de Monchy
Il meurt à Hellemmes le 19 juin 1751 ; son acte de sépulture est rédigé par Jean Baptiste du Hamel, curé de Lesquin. Chasserel des rentes de Jacques Augustin Imbert, seigneur de Chéreng : (à un certain Desmons) fermier à Gruson, 5 cents de terre à Genech venant de Josse de Monchy, fils de Gabriel, pasteur d'Hellemmes. En 1738, le clerc paroissial est Simon Samain.
1742-1752 : Charles Desmarest
Le début d'un acte paroissial du 12 mai 1742 est rédigé comme suit : « Je soussigné prêtre curé de cette paroisse déclare d'avoir député jour et an que dessus le sieur Charles Desmarest, prêtre… »
- 1751-1753 : Pierre Joseph Le Rouge
Et non pas Le Haire comme l'abbé Vermeersch l'a transcrit par erreur, erreur reprise dans les diverses copies ultérieures.
- 1753 : Grégoire Dujardin et François Ladislas Lequeux
Prêtres récollets commissionnés par P.C. Petit, desserviteur.
- 1753-1764 : Jean Dominique Le Maître
signe son premier acte le 25 mai 1754. Il meurt à Hellemmes le 24 avril 1764.
- 1763 : Jean Baptiste Prevost et François Philibert
Commissionnés par P.C. Petit, desserviteur, le second, prêtre récollet de la maison de Lille.
- 1764-1765 : Jacques Mathon
Desserviteur député en mars 1765. Il meurt à Hellemmes le 8 juillet 1765.
- 1765: Jacques Crepy
Député par le desserviteur.
- 1765-1791 : Hubert François Martin
Il meurt le 17 mars 1791 à Hellemmes, âgé de 72 ans, inhumé le 19 en présence de Jean Ignace Joseph et Pierre Joseph Martin, ses frères. Le registre de 1791 « est représenté le 18 mars 1791 à cause de la mort de maître Martin vivant prêtre curé de cette paroisse arrivée le 17 du meme mois que nous juge président du tribunal du district de Lille avons signé et paraphé suivant l'ordonnance. Lambelin président ». Jusqu'en 1789, mais depuis une date indéterminée, le clerc paroissial est Louis François Joseph Samain.
- 1791-1848 : Joseph Marie Duthoit
Né le 26 décembre 1766 à Wattrelos, commune où il a été vicaire avant sa nomination à Hellemmes, mort à Hellemmes le 18 octobre 1848. Religieux de l'ordre de saint Augustin. Curé d'Hellemmes le 25 septembre 1791, élu curé constitutionnel le 5 octobre de la même année. En application du décret du 28 août 1790 obligeant le clergé à prêter serment de fidélité à la Constitution civile du clergé et ordonnant la disposition des anciens fiefs seigneuriaux et des fonds rattachés à l'autorité religieuse, J.J. Marie Duthoit renouvelle son serment devant la municipalité le 9 octobre 1791. Cependant, les autorités diocésaines ne le reconnaissent comme curé d'Hellemmes qu'à partir de 1802.
- 1848-1901 : Pierre Réginald Vanacker
Né à Flêtre le 14 septembre 1811, mort à Hellemmes le 26 juin 1901. Principal acteur de la reconstruction de l’église.

Il lègue à la commune une somme de 50 000 francs. Jean Baptiste Vandenborre, clerc paroissial, est témoin à son inhumation. Une rue d'Hellemmes porte son nom.
- 1902-1907 : Louis Lecompte
- 1907-1914 : Paul Six
Mort à Cassel le 27 juin 1936. Une biographie sous le titre de La vie de Monseigneur Six lui est consacrée. Il crée, en 1894, la revue La Démocratie chrétienne.
- 1914-1931 : Georges Decambron
Arrêté par les Allemands en 1916, il sera enfermé trois mois à la citadelle de Lille. Durant cette période, il sera remplacé par l’abbé Pollet, parent de Léon Trulin.
- 1931-1942 : Jean Louis Tack
Originaire de Tourcoing, il travaille avec ardeur pour l'œuvre de sainte Elisabeth qui s'occupe de la collecte et de la redistribution de vêtements et autres objets de première nécessité.
- 1942-1963 : Jean Roussel
Prisonnier de guerre en 1940. Il organisait les plus belles processions à l'occasion du saint Sacrement et des communions. Elles partaient de l'école Saint-Joseph et rejoignaient l'église Saint-Denis par les rues Delemazure, Roger-Salengro et Faidherbe. Régulièrement interdites, elles faisaient l'objet de procès-verbaux (voir les arrêtés municipaux des 9 juin 1900 et 29 août 1913). Il est également l'initiateur d'une nouvelle procession, en mai, qui démarrait à la chapelle d'Élocques, se dirigeait vers la ferme Castel et se terminait à la chapelle Notre-Dame de Bonne-Mort. Il fut aidé par de nombreux vicaires, logés sentier du Curé, dont les abbés Dumortier, Liénart, Demmersman, etc.
- 1963-1969 : Georges Vermeersch
- 1969-1982 : Germain Dequae
Se trouve à l'initiative de la restauration des Grandes Orgues.
- 1982-1993 : Gérard Melchers
- 1993 : Jean Marie Destailleurs
- 1993 : Jean Marie Descamps
Né à Armentières en 1929.

Le 8 janvier 1995 est créée la nouvelle paroisse d'Hellemmes-Lezennes, officialisée par le père Christophe Dufour, vicaire épiscopal de la zone de Lille, le 30 novembre 1997 sous le nom de paroisse de Sainte-Thérèse de l'Enfant Jésus.
- jusqu'en septembre 2012 : Emile Reyns

### Église Notre-Dame de Lourdes
La construction de cette église a été décidée en 1896. Six ans plus tard, elle était terminée.
Les vitraux n'ont pas traversé les différents conflits et n'ont pas pu être restaurés, les cartons ayant été perdus.
En raison des bombardements, l'église est fermée pendant la Seconde Guerre mondiale. Elle sera rouverte le 1er décembre 1946 sous le patronage du cardinal Liénart. Depuis décembre 2014, l'église Notre Dame de Lourdes est fermée au culte.

#### Les curés
- 1902-1912 : Célestin Bailleul
- 1912-1919 : Athanase Deloutre
- 1919-1944 : Jules Mestdag
- 1944-1950 : Pierre Ammeux
- 1950-1957 : Charles Veret
- 1957-1968 : Désiré Cazier
- 1968-1975 : Auguste Vanhoenacker
- 1975-1988 : Jean Desmet (l'abbé Desmet est décédé au mois de juin 2015)
- 1988-1989 : André Vanderstraete
- 1989-1993 : Gérard Brouck
- 1993-2000 : Jean Marie Descamps
- 2000 : Joseph Hériveaux
- jusqu'en septembre 2012 : Emile Reyns

### Édifices divers

#### La chapelle d'Élocques
Mention trouvée sur un plan établi juste après la Révolution indiquant « fief et chapelle de la Hocque mais la chapelle est attestée en 1738. »
La chapelle d’Élocques a été très longtemps cause de litige entre les paroisses de Hellemmes et Fives. Bien qu’un jugement soit intervenu en faveur de la seconde, la chapelle est restée hellemmoise.
La tradition selon laquelle la chapelle aurait été construite pour un membre de la famille Dordin (Louis) revenu indemne des guerres d’Italie, en 1797, se trouve mise en défaut. Il s’agit d’une reprise d’existant, éventuellement d’une reconstruction.

#### La chapelle Notre-Dame de Bonne-Mort
À l'origine située à l'angle des rues Faidherbe et Roger-Salengro, le propriétaire avait eu l'autorisation de la transférer au cimetière.
Elle a été acquise par la commune pour le franc symbolique le 16 mars 1994, venant de la SA Comptoir Textile du Nord (plus connue sous le nom de Nydel ou Delesalle).
La chapelle était entrée dans le patrimoine industriel à la suite de la fusion des entreprises Delesalle et Raymond Voituriez SA.

#### La chapelle Desnoulez
Se trouvait, vers 1900, rue Faidherbe, face à l'église Saint-Denis, à l'emplacement de l'ancien pilori. La brasserie Desnoulez (signalée en 1877) a été remplacée par Le Vin des Rochers puis par le Fronton.

#### La chapelle Castel
Se trouvait, vers 1900, face à la cité Gravelines.

#### Antoinisme
Il existait un temple appartenant au culte antoiniste rue Jean-Bart. Sinistré pendant la seconde guerre mondiale, ce temple fut reconstruit à Lille, Boulevard de Montebello, en 1946.

#### Église réformée
Une église réformée est située rue Salembier, mais le local ne semble plus utilisé.

### Les prêtres ouvriers
Des frères dominicains (Bernard, Joseph, Jacques, Charles et Michel) se sont installés en 1948 au 118, rue Jean-Bart, un ancien débit de boissons. Ils étaient les premiers à s'installer dans la région.
L'aventure commença avec Jacques Screpel qui resta pendant trois ans à la tête du groupe textile familial, se fit embaucher à l'usine de Fives (en 1947) et vint s'installer à Hellemmes.
En quelques années, le mouvement des prêtres ouvriers prit de l'ampleur. Le catholicisme social, la naissance de la JOC, le livre France, terre de mission qui tue, dès 1943, le mythe d'un pays profondément catholique, constituent les signes avant-coureurs.
En 1954, le pape Pie XII exige que tous les prêtres ouvriers quittent les usines et abandonnent leurs mandats syndicaux. Les trois prêtres hellemmois doivent s'exécuter. Le cardinal Liénard est le grand artisan de leur maintien dans le quartier.
Des dizaines de dominicains passent par le « 118 », l'un d'eux devient même évêque. Le père Joseph Robert a été conseiller communal à Hellemmes.
En septembre 2000, le père Charles Queneau meurt.
Se tournant vers le dernier d'entre eux, le père Michel Perret, un certain nombre d'habitants du quartier créèrent une association : « Les amis du 118 » pour racheter le local et le restaurer.

### Couvent des Augustins
En 1614, les ermites de Saint-Augustin furent autorisés à ouvrir une maison à Lille (actuellement rue des Augustins). Michel Delemarre, en religion frère Michel, fils de Jean François et de Dorothée Delecroix, vêtu comme frère lay le 23 septembre 1758, profès le 24 septembre 1759, mort le 7 octobre 1778.

### Couvent des dominicains
Établi en 1224 au faubourg Saint-Pierre à Lille. En 1578, les moines ayant eu leur maison détruite pour la défense de la ville furent autorisés à s’installer rue Basse où ils possédaient un refuge.
- Frère Henri Samain, fils de Dominique et de Marie Élisabeth Devarlet, novice convers le 25 avril 1782 (24 ans), profès le 4 mai 1765.
- Frère Denis Plays, profès clerc le 13 mai 1767 (27 ans).
- Frère Pierre Joseph Brocart, novice convers le 24 mars 1773 (34 ans), profès le 11 avril 1777.

### Couvent de l'Abiette
Couvent de dominicaines fondé en 1274 par la comtesse Marguerite au faubourg Saint-Pierre. Transféré dans l'hôtel d'Auberchicourt, actuellement rue de Tournai à Lille.
Angéliques Desfontaines, fille de Jacques et de Marguerite Le Mahieu, reçoit l'habit converse le 20 août 1741, 23 ans, professe le 26 août 1742, morte le 8 mai 1765. Elle était sœur de Jacques Desfontaines, censier de l'Abiette à Hellemmes.

### Couvent des Annonciades
Le 27 mars 1628, le magistrat autorisa quelques religieuses annoncides de Douai à venir s'installer à Lille, à charge pour elles « de n'être onéreuses ni à icelle ville ni aux manants ». Le couvent se trouvait à l'emplacement de la rue du Maire (il dut être abattu pour le percement de cette rue).
Jeanne Françoise Télie, en religion, sœur Marie Madeleine de Saint-Henri, fille de Nicolas Antoine et de Jeanne Françoise Derasse, novice le 9 juin 1767, professe le 12 juin 1768.

### Couvent des carmélites
Le 14 octobre 1626, dix carmélites vinrent s'installer à Lille, avec autorisation du magistrat à la sollicitation de Philippe de Baudequin. Elles logèrent rue des Malades puis rue de Courtrai.
Catherine Tesse, en religion sœur Catherine de l'Incarnation, fille de François et de Simone Mouthine, prend l'habit à l'âge de 29 ans, le 1er janvier 1676, converse, meurt le 12 mars 1716.

### Couvent des ursulines
En 1638, les ursulines de Saint-Omer, chassées par la guerre, vinrent chercher refuge à Lille, place aux Bleuets.
Marie Anne Joseph Despinoy, en religion sœur Saint-Dominique, née le 20 octobre 1723 de Gérard Dominique et de Marie Cécile Daudenarde, novice le 25 juillet 1746, professe le 11 février 1749, morte le 2 janvier 1755.

## La population
L'hiver 763-764 fut rigoureux au point que la mer fut gelée sur nos côtes. À l'intérieur de la Gaule, des froids extraordinaires furent signalés : en certaines contrées, au dire des historiens, il serait tombé jusque dix mètres de neige.
En 821-822, tous les fleuves d'Europe, en particulier la Seine, l'Elbe et le Danube furent pris par les glaces pendant plus d'un mois. Les grandes rivières de la Gaule et de la Germanie furent tellement glacées que, pendant l'espace de trente jours et davantage, on y passait par-dessus à cheval et avec des charrettes.
En 1073-1074, fortes gelées depuis début novembre jusqu'au 15 avril, accompagnées d'un vent fort et desséchant. « Les moulins ne pouvant fonctionner par suite de la prise des fleuves et rivières, l'armée d'Henry IV, empereur d'Allemagne, souffrit cruellement du manque de farine et, par suite, de pain. »
En 1114-1115, hiver terrible en Bretagne, de même qu'en Angleterre. « La mer gela dans la Manche à quelque distance des côtes, et les pierres les plus grosses se fendirent avec éclat. »
En 1124-1125, froids extraordinaires avec chutes de neige abondantes en France, Allemagne et Italie. « Dans les rivières, la glace était si épaisse et si solide qu'elle supportait les voitures chargées ; les chevaux circulaient sur le Rhin comme sur la terre ferme. Ces intempéries se prolongèrent tellement que les arbres ne prirent leurs feuilles qu'en mai. »
Les années 1315-1316 sont marquées par une grande famine dans le nord de la France actuelle et en Belgique. « En 1315, les pluies sont très fortes causant l'échec complet de la récolte. Dès mai 1316, la situation devient inextricable : le prix des grains s'est multiplié en raison de leur rareté. Dans les villes, au moins, de nombreuses personnes sont mortes de faim. On était obligé, lit-on dan l'Histoire d'Angleterre de Rapin de Thoyras, de cacher les enfants avec un soin extrême, si on ne voulait les exposer à être dérobés pour servir d'aliments aux larrons. »
Même si cette crise est souvent considérée comme crise de subsistance, il faut ajouter qu'y fit suite une épidémie, de nature incertaine, augmenta le nombre de victimes quelle que soit la classe sociale. Les malades étaient atteints de fièvre, ce qui fit nommer cette maladie « l'incommodité ardente ».
Ces maladies sans doute diverses, dues à la faible résistance de la population en temps de disette reviennent périodiquement : en 1558, 1564, 1567, 1582, 1596, 1597, 1617, 1636… La peste avait déjà touché nos contrées en 1360, 1367, 1400, 1438...
Les grands froids continuèrent à ponctuer la vie de nos aînés en 1324-1325, 1363-1364, 1407-1408, 1419-1420, 1434-1435, 1442-1443, 1480-1481, 1507-1508, 1534-1535, 1543-1544, 1552-1553, 1564-1565, 1568-1569, 1570-1571, 1594-1595, 1607-1608, 1615-1616, 1620-1621, 1640-1641, 1657-1658, 1659-1660, 1676-1677, 1683-1684, 1708-1709, 1715-1716, 1728-1729, 1739-1740, 1775-1776, 1783-1784, 1788-1789, 1794-1795.
Statuts touchant la peste (Ordonnance des seigneuries, 21 mars 1549) :

« [...]
96. Que quand il y aura quelcun de mort soubz leur seigneurie de la maladie contagieuse, que ceulx quy demeureront en la maison mettent ou fachent mettre auprès de l'huys ou couverture de ladie maison, une botte d'estrain, de la longueur de deux pieds, et aussi que ceulx et celles demeurans en ladite maison portent chacun une blancque verge en leur main, à péril d'estre bannys de leur seigneurie, ou aultrement pugnis à la discrétion de leur justice.
97. Ordonnent aussi mesdits seigneurs, pour certaines causes et considérations à ce les [mouvants], que nul ne nulle depuis maintenant et avant ne face neupces où il y ait plus de douze paires de gens, à péril de payer LX sols d'amende, et d'estre pugnys à discrétion, de mesdits seigneurs et de leur justice.
98. [...]  Que ceux et celles quy ont pourceaux, oisons ou anettes, les tiennent enclos en leur maison sans les laisser widdier et endedans huyts jours passés et en face quitte, sur l'amende de chacun desdits cas de XXX sols.
Deux articles qui nous montrent la rigueur réglementant la vie de chacun en vue de combattre le fléau. »

Dans de nombreuses villes (Ypres, Louvain, Tournai, Bruges...), l'administration communale dut faire ramasser les corps des défunts dans les rues.
Dès le printemps 1317, la situation commence à s'améliorer.
Durant les années 1431-1432, règne la disette. De décembre 1434 à mars 1435, les gelées sont extrêmement fortes. En 1436, le gel est si fort de la Saint-Jean (30 novembre) au Mardi Gras suivant que le duc déclare : « Cette année (1437) a été moulte destruite et dangereuse au grief du povre peuple qui eut tant à souffrir et supporter que plus ne peut. » L'hiver 1437-1438 est aussi d'une extrême rigueur.
Heureusement, en 1439, les vaisseaux hanséatiques arrivent à livrer des céréales.
Lors de l'enquête fiscale de 1449, les représentants de la paroisse déclarent que personne n'est inscrit à la table des pauvres (genre de Bureau de Bienfaisance) :
- tous les manants payent la taille ;
- qu'ils ne savent pas si l'imposition est semblable dans les autres paroisses : ce qui revient à dire qu'elle est ici moins forte.
- qu'ils ne se plaignent pas du montant des impôts.

La déduction qui s'impose, et ce en dépit de l'état de guerre, est que les habitants vivent relativement bien par rapport à d'autres régions.
En 1471, c'est la peste qui ravage Lille.
Le 21 mai 1546, note Mahieu Manteau : « En la ville de Lille, le bled qui voulait six luivres la razière, fut vendu 8 livres, et le mercredi suivant fut vendu 5 livres la razière le mesme bled… »
En 1557, la famine est telle qu'à Lille le prix du blé monte à 12 livres la razière.
L'hiver 1708-1709 fut si exceptionnellement froid que « l'Escaut et la Lys se glacèrent presque jusqu'au fond ». Dans la région de Valenciennes, la gelée qui commença le 5 janvier 1709 permit de marcher vingt jours de suite sur l'Escaut. L'hiver détruisit le blé ainsi que toutes les autres céréales. Bien que les décimateurs n'accordèrent pas aux paysans de labourer leurs terres pour les ensemencer en orge de printemps, un décret du Conseil d'État, au nom du Salut public, permit de procéder en de nouveaux ensemencements. Fénelon, dans ses mémoires, put écrire « Les peuples craignent autant les troupes qui doivent les défendre que celles des ennemis qui veulent les attaquer. [...] La France entière n'est plus qu'un grand hôpital désolé et sans provisions. »
En 1789, le taux d'urbanisation, dans la généralité de Lille, est de 33 %.
Dès la fin de l'Ancien Régime, la jachère n'occupait plus qu'environ 6 % des superficies agricoles du département du Nord. Le rendement moyen en froment dans les environs de Lille était presque deux fois supérieur au rendement national. Ainsi, en 1804, le département du Nord subvenait à ses besoins en céréales et parvenait même à poursuivre ses exportations. Toute l'année, des bovins étaient élevés à l'étable, nourris avec de plantes fourragères.
Quant à la nourriture quotidienne des habitants, citons le Préfet Dieudonné : « Les repas de la journée consistent, le matin en une soupe au lait de beurre, à dîner, d'une soupe au lait de beurre ou à de la viande, à goûter, de tartines, le soir, du pain, du beurre, du pain, du fromage. »

### La propriété immobilière avant et après laRévolution(en%)
|      | Paysans | Bourgeois | Clergé | Noblesse | Divers (1) |
| ---- | ------- | --------- | ------ | -------- | ---------- |
| 1789 | 31      | 17        | 20     | 22       | 1          |
| 1804 | 42,1    | 28,5      | 4      | 12,8     | 12,6       |

(1) Divers = État - Commune - Hôpitaux
Au printemps 1789 sévit une importante crise de cherté de vie. La récolte de 1788 a été compromise en raison d'une sécheresse suivie d'orages et de pluies dévastatrices pour les blés et les fourrages. L'hiver est rigoureux, les blés gelés sont remplacés par les orges de mars, mais la soudure ne se fait pas.
La récolte de 1811 est mauvaise.
Au second traité de Paris (20 novembre 1815), les besoins du Trésor pour payer une lourde indemnité de guerre incitent le roi à reconstituer des barrières douanières en établissant des bureaux sédentaires et des brigades à cheval sur Hellemmes, Lesquin et Seclin.
Dans la première moitié du XXe siècle, les maladies épidémiques sont les moins meurtrières, à l'exception de la grippe espagnole en 1919, et en dehors de la fièvre typhoïde et des maladies infantiles.
De 1925 à 1936, ces maladies représentent 3,6 décès pour 10 000 habitants, avec une recrudescence de rougeole entre 1930 et 1933.
| Année | Population | Maisons |  | Année | Population | Maisons |
| ----- | ---------- | ------- |  | ----- | ---------- | ------- |
| 1800  | 546        |         |  | 1920  | 13 920     | 3 025   |
| 1851  | 1 095      | 168     |  | 1921  | 13 330     |         |
| 1870  | 1 863      |         |  | 1926  | 15 925     | 3 691   |
| 1871  | 2 368      |         |  | 1931  | 18 096     | 4 639   |
| 1879  | 2 812      | 523     |  | 1936  | 18 512     |         |
| 1881  | 3 880      | 722     |  | 1946  | 14 140     | 3 688   |
| 1886  | 4 855      | 961     |  | 1949  | 16 850     |         |
| 1891  | 5 374      | 1 098   |  | 1954  | 18 136     |         |
| 1896  | 6 967      | 1 445   |  | 1962  | 19 174     |         |
| 1901  | 9 329      | 1 936   |  | 1966  | 20 020     |         |
| 1906  | 10 971     |         |  | 1968  | 18 670     |         |
| 1911  | 12 232     | 2 774   |  | 1975  | 17 646     |         |
| 1914  | 13 340     |         |  | 1982  | 16 400     |         |
| 1916  | 8 500      |         |  | 1990  | 18 122     |         |
| 1919  | 12 000     |         |  | 1999  | 18 371     |         |

Le chiffre atteint en 1966, après un recensement complémentaire, aurait comptabilisé les naissances, les décès, les nouveaux habitants mais pas tous les départs, ce, afin de pouvoir nommer un secrétaire général adjoint (Pour cette possibilité de nomination, il fallait que la commune ait 20 000 habitants).

### Instantané des commerces vers 1950
| Petits commerçants | Alimentation        | 135 |
|                    | Cafés               | 240 |
|                    | Vêtements, textiles | 18  |
| Gros et demi-gros  | Alimentation        | 3   |
|                    | Graineterie         | 1   |

## Les distractions

### Les cinémas
Il existait à Hellemmes deux cinémas :
- « Le Kursaal », actuellement la « salle Léo-Lagrange », acheté par la commune en 1975 à M. Coorevits. Celui-ci se présentera au premier tour des municipales de sur la liste d'A. Cornette, mais ne figurera pas sur la liste pour le second tour.
- « Le Royal », dit aussi « le Leleu ». L'immeuble a été racheté par M. Gahide de Baisieux qui y avait installé une superette : Sasi. D'autres commerces de même type s'y sont succédé : Gros, Frais Marché, Marché Plus, 8 à 8.

### Les ducasses
Traditionnellement, les ducasses avaient lieu le jour du saint patron de la paroisse, le jour de la saint Denis (ou de la saint Ghislain, qui tombe le même jour) à Hellemmes.
La ducasse d'Hellemmes était dite « à bleus biecs » car elle se déroulait au début de l'hiver, tous les ans. Sa tradition remonte au début du XVe siècle comme le prouve l'anecdote suivante :
Le 9 octobre 1406, Simon Le Maire, sergent bailli de Lille, arrête le 9 octobre 1406, le jour de la ducasse d'Hellemmes Girardins Carpentiers, sergent de Jehan de la Motte, seigneur d'Anstaing et possesseur du fief de Lesquin. Remis en liberté sous caution, le prévenu est accusé d'avoir circulé en armes, alors que ceci est interdit dans les villes, noces, ducasses, assemblées communes. La Salle de Lille le condamne à une amende de 60 sols. Il comparaît, assisté du procureur du seigneur d'Anstaing, arguant que sergent d'un fief vicomtier (tout comme les baillis, lieutenants et messiers) ont le droit de porter les armes en toutes occasions, sauf dans les villes ayant une loi privilégiée. Le 15 décembre 1406, les hommes de fief de la Salle de Lille déboutaient le bailli de Lille.
L'intendant de Madrys a noté dans ses mémoires : « le Flamans sont grands amateurs de fêtes et réjoussances publiques. Chaque ville et chaque village a tous les ans la sienne que l'on nomme kermesse, et qui dure ordinairement huit jours; l'ouverture s'en fait par une procession du Saint-Sacrement, et c'est là où l'on peut bien dire que l'on mêle souvent le sacré avec le profane : des géants, des représentations du paradis et de l'enfer, des saints et des diables qui marchent en cortège dans les rues, sont le principal divertissement du peuple qui, pour la plupart, abandonne son ouvrage pendant tout le temps de la fête pour se divertir et faire bonne chère. »
Suivant les nécessités d'emplacements (lors de travaux), la ducasse du centre, essentiellement, a bougé (rue Roger-Salengro, place Hentgès, place de la République) alors que celle de la Guinguette a toujours eu lieu au même endroit (rue Faidherbe).
Lors du bureau communal du 30 avril 1992 (l'espace des Acacias était en construction), Gilles Pargneaux déclarait « La ducasse n'est certes pas indispensable, mais reconnue comme une fête nécessaire s'inscrivant dans une sociologie populaire attachée à ce type de manifestation. » De son côté, Annie Wardavoir, adjoint à la culture « souhaitait différencier les manèges d'enfants qui sont une bonne animation pour ce public jeune, des autres manèges qui sont plutôt désuets et de plus engendrent trop souvent la venue d'éléments perturbateurs (petite délinquance) ». En conclusion, le bureau arrête la disposition suivante : maintien de la ducasse avec resserrement et réduction des métiers.

### Les concerts
Au XIXe siècle jusqu'au début du XXe siècle, des concours et festivals de musique avaient lieu tous les ans, généralement au 14 juillet.
Ceux d'Hellemmes semblaient très prisés par les diverses formations ; ainsi, en 1895, on ne comptait pas moins de soixante-quatre formations, cent dix en 1899 venant de toutes les communes environnantes : Lille, Roubaix, Cysoing, Ronchin, Templeuve, Tournai, Bachy, Hem, etc.
Des prix, variant de 25 à 200 francs, étaient accordés pour les sociétés, les tenues civiles et militaires, l'éloignement, les chefs.
Des fêtes — musicales — de bienfaisance avaient lieu « Au Bon Fermier » (actuellement le café de « L'Alliance ») et comptaient des sociétés hellemmoises aujourd'hui presque toutes disparues : La fanfare municipale, La Société philharmonique, l'Union chorale, La Revanche (semblant avoir disparu en 1905), la société « Les Infants d'Hellemmes ».

### Les cafés
Est cité le cabaret « Aux trois Couronnes » tenu par François Joseph Paurisse, né le 8 mars 1745, fils de Pierre François et de Marie Madeleine Delerue, marié à Hellemmes le 9 avril 1771 avec Marie Flinois.
Avec l'industrialisation galopante du XIXe siècle, les cafés se sont multipliés sur le territoire de la commune.
En 1936, on n'en comptait pas moins de 136, soit environ 1 pour 75 habitants (parfois environ douze par rue).

### La bière Hellemus
Alors qu'il n'existe plus sur Hellemmes de brasserie, la tradition se devait d'être perpétuée avec la bière Hellemus ; ce qui fut fait en 2001.
Il s'agit d'une bière blonde (bière de garde) d'un taux de 6,2 % alc., fabriquée par le Moulin d'Ascq, biologique, fermentée deux fois (en cuve et en bouteille), non filtrée et non pasteurisée.

### Les combats de coqs
Ce type de divertissement est très ancien dans la région : il est déjà signalé à Amiens en 1575. Interdits le 19 novembre 1963 (cette loi n'a jamais été respectée), puis rétablis comme tradition locale le 8 juillet 1964, trouvant même comme défenseur le général de Gaulle, lequel aurait rétorqué aux détracteurs : « Puisqu'on mange les coqs, il faut bien qu'ils meurent… ». Les derniers combats autorisés eurent lieu, à Hellemmes, dans l'arrière-boutique d'une boulangerie qui se situe face à la résidence Saint-Denis.
La loi qui autorise certaines régions à pratiquer les combats de coqs sous prétexte de préserver les traditions locales interdit la création de nouveaux gallodromes. Ainsi, si un gallodrome n'est pas repris, il disparait à tout jamais. Il n'y a donc plus de combats de coqs de nos jours à Hellemmes mais on en trouve encore dans la région Nord-Pas de Calais.

## Les maires
À la suite du décret du 31 décembre 1789, les premières élections municipales ont lieu le 11 février 1790.

### Président
- Hubert François Martin, curé d'Hellemmes

### Scrutateurs
- Jacques Bury,
- André Leleu.

### Composition du premier conseil municipal
- Maire
  - Michel Archange Desfontaines
- Municipaux (adjoints)
  - Jean Baptiste Delobel,
  - Louis Joseph Monnet,
  - Charles Hallez.
- Notables (conseillers)
  - Louis Joseph Delemasures,
  - Simon Castel,
  - François Tesse,
  - Théodore de Lattre,
  - Romain Despinoy,
  - Denis Beghin.
- Procureur
  - François Brocart.

Les noms des lieutenants et échevins d'Hellemmes nous sont pratiquement inconnus. Cependant, à travers divers actes, des noms apparaissent :
- André François Leclerc, fils de Pierre et de Barbe Deflandre, né à Hellemmes le 18 mars 1709, mort à Hellemmes le 19 juin 1792, époux de Marie Marguerite Marsaux, cité comme journalier puis sergent d'Hellemmes.
- Louis Joseph Samain, né à Hellemmes le 22 septembre 1735, marié à Fives le 25 janvier 1763 avec Marie Anne Cordonnier, cité lieutenant et bailli d'Hellemmes.
- André François Leclerc, fils des précédents, né à Hellemmes le 12 décembre 1742, marié à Fives le 2 juin 1767 avec Séraphine Gallois, cité comme sergent des Dames de l'Abiette.
- Simon Joseph Samain, né à Hellemmes le 29 décembre 1715, mort à Hellemmes le 19 août 1779, marié à Hellemmes le 30 août 1756 avec Marie Jeanne Destombes, clerc d'Hellemmes pendant quarante-sept ans et lieutenant d'Hellemmes pendant neuf ans.
- Jacques François Lescroart, né à Esquermes vers 1742, mort à Hellemmes le 23 janvier 1789, marié à Hellemmes le 12 mai 1772 avec Marie Barbe Tesse, sergent garde de la paroisse d'Hellemmes.
- Josse Joseph Delobel, cité échevin vers 1740.
- Jacques Desfontaines, aurait été échevin vers 1770.
- Michel Archange Desfontaines, échevin à la veille de la Révolution.

La classe dirigeante, dès lors constituée de fermiers agissant en leur propre nom, non pas systématiquement issus d'anciennes familles hellemmoises, continue à tenir les rênes de la Commune pour près d'un siècle. Citons :
- Michel Archange Desfontaines : le patronyme existe déjà connu à Hellemmes en 1449.
- Jacques Bury, charretier et laboureur, né à Tournai vers 1716, se marie à Hellemmes le 10 janvier 1758 avec Catherine Thérèse Dupire, veuve de Ignace Lerouge, fille de Jean Martin et de Marie Thérèse Flambremont. Il ne laisse aucune descendance masculine.
- Louis Joseph Monnet est fils de Jean Charles, censier à Fretin et de Marie Anne Joseph Lefebvre, de Ronchin. Il meurt, apparemment célibataire, le 10 mars 1816 à Hellemmes. C'est un neveu du Pierre Joseph qui a participé au rachat de l'église Saint-Denis.
- Charles Joseph Hallez, maître charpentier, né à Wambrechies, meurt à Hellemmes le 16 avril 1818, fils de Charles Joseph et de Angélique Meurisse, se marie le 21 juin 1785 à Hellemmes avec Catherine Thérèse Dupire, fille de Pierre Joseph et de Catherine Mélanie Dubus. C'est peut être un descendant de Jacques, marié avec Catherine Delemasure, vivant à Hellemmes en 1682.
- La famille Tesse est connue à Hellemmes depuis 1643 avec Jérôme, fils de François et de Simone Montaigne. Le François (Joseph), conseiller en est un descendant. Il se marie le 29 juillet 1783 avec Marie Rose Nathalie Brocart, fille de Adrien et de Marie Rose Delemar, mariage pour lequel est accordée une dispense de consanguinité des troisième au quatrième degrés.
- Théodore Delattre, meunier et cultivateur, né à Lomprêt, mort à Hellemmes le 30 ventose XII, est marié avec Augustine Marguerite Joseph Willoquez, de Lesquin. Un descendant de ce couple, Alfred, percera la rue du même nom.
- Romain Despinoy est un descendant de Jacques et de Jossine Rego dont le fils aîné se marie à Hellemmes en novembre 1706. Romain Joseph, né à Hellemmes le 30 août 1759, y décédé le 23 avril 1792, s'est marié à Hellemmes le 8 juillet 1787 avec Marie Thérèse Martinache (de Bachy).

Après la Révolution de 1789, le conseil municipal était élu par un collège électoral censitaire. Toutes les fonctions publiques étaient ainsi soumises à élection, à l'exception du maire, nommé par le commissaire de la République.
En 1831, le conseil municipal est élu pour six ans, renouvelable par moitié tous les trois ans. En 1885, il est élu pour cinq ans. En 1884, il est élu pour quatre ans.
La loi du 10 avril 1929 fixe la durée du mandat des conseillers municipaux à six ans et au suffrage universel. Le nombre de conseillers ainsi que le mode d'élection (avec ou sans panachage) varie suivant le nombre d'habitants de la commune. Le maire et les adjoints sont élus par le conseil municipal majoritaire à trois tours. Actuellement, la loi électorale appliquée est dite à la proportionnelle.

### Liste des maires
- 1790-1792 : Michel Archange Desfontaines, censier de l’Abiette. Son père, Jacques était échevin d’Hellemmes
- 1792-1797 : Jean Baptiste Corsin
- 1797-1800 : Jean Baptiste Lerouge
- 1800-1801 : Jean Baptiste Corsin, élu pour la seconde fois.
- 1801-1803 : Jean Baptiste Castel
- 1803-1805 : Desfontaines, probablement Michel Archange, pour la seconde fois.
- 1805-1837 : Isidore Ducatillon, né à Néchin (Belgique) le 7 novembre 1772, fermier domicilié à Hellemmes depuis 1804. Afin de conserver son poste de maire, il doit promettre de demeurer définitivement à Hellemmes et de demander la nationalité française. Sous la monarchie de 1815, la charte qui régit désormais la vie politique introduit le suffrage censitaire, favorisant ainsi propriétaires fonciers et aristocratie urbaine et rurale. Une loi électorale de 1820 accentue encore le poids politique des électeurs les plus fortunés : conseillers municipaux nommés par le préfet sur proposition du maire, maires choisis par l'autorité supérieure et tenus de prêter serment de fidélité au Roi lors de leur investiture (loi du 31 août 1830 : « Je jure fidélité au Roi des Français, obéissance à la charte constitutionnelle et aux lois du royaume »). Sous la monarchie de Juillet, le cens est fortement réduit. Des lois de 1831 et 1833 prévoient maintenant l'élection des conseillers municipaux, généraux et d'arrondissement. Le conseil municipal se modifie : les professions artisanales, commerciales et surtout ouvrières prennent de plus en plus d'importance. Isidore Ducatillon est suspendu par arrêté préfectoral du 2 août 1837 pour avoir refusé de prêter le serment de fidélité.
- 1837-1843 : Henri Wery
- 1843 : Jean Baptiste Samain
- 1843-1847 : Henri Salembier, démissionne de son poste
- 1847-1865 : Émile O'Delant, nommé maire provisoire par arrêté préfectoral du 3 avril 1848 en remplacement d'Henri Salembier, démissionnaire.
- 1865-1870 : Jean Baptiste Monnet
- 1870-1876 : Jean Baptiste Ghesquière
- 1876-1881 : Nicodème Vrasse, démissionne le 9 septembre 1881 en raison de son départ pour Cambrai.
- 1881 : Toussaint Decalonne, maire par intérim par arrêté préfectoral du 6 octobre 1881.
- 1881 : Alfred Lecocq, refuse immédiatement le poste (20 décembre 1881)
- 1881-1888 : Nestor Castel
- 1888-1889 : Auguste Bernard, famille de raffineurs de sucre colonial et de sucre de betterave. Elle dirigeait une usine à Santes et une autre à Lille. Il meurt en cours de mandat.
- 1889-1896 : Gustave Engrand. Le conseil municipal comprend alors un cabaretier (le maire), quatre employés, six ouvriers, un directeur, un pharmacien, un instituteur (Charles Lefebvre) et un seul cultivateur. En 1896, M. Agache, conseiller municipal, s'inquiète d'un local à usage de mairie. L'actuelle, trop petite ne permet pas la confidentialité des opérations effectuées et ne dispose d'aucune pièce permettant aux membres du conseil de recevoir leurs concitoyens. Elle était située, semble-t-il à l'emplacement de l'actuelle école de musique.
- 1896-1904 : Marcelin Krebs, né le 2 novembre 1860 à Lille, marié avant 1890 avec Marguerite Huyghes. Profession : mouleur. Il déménage sur Lille vers 1912. Le conseil municipal comprend dix-sept ouvriers, deux cordonniers, deux cabaretiers et un jardinier ; il n’y a plus un seul cultivateur. Il sera encore conseiller de 1904 à 1908.
- 1904-1912 : Oscar Fanyau
- 1912-1925 : Joseph Hentgès, né en 1875, fusillé comme otage au fort du Vert Galant à Verlinghem le  14 avril 1942.
- 1917-1918 : A. Delesalle, premier adjoint. Remplace Joseph Hentges suspendu par l’autorité allemande.
- 1925-1944 : Désiré Therby, né à Lille le 5 janvier 1879, marié à Hellemmes le 24 février 1906 avec Marie Deffranes ; divorcé par jugement du tribunal civil de Lille rendu le 7 décembre 1922. Remarié à Hellemmes le 24 février 1926 avec Jeanne Besson. Un fils légitimé au premier mariage (mort jeune), sans postérité du second mariage. Mort à Hellemmes le 8 février 1950. Durant son mandat, il s'efforça de développer les constructions scolaires ainsi que les réalisations à caractère social.
- 1944-1945 : Gérard Clay, président de la délégation municipale.
- 1945-1947 : Henri Hentgès
- 1947-1977 : Arthur Cornette, né le 15 août 1903 à Quarouble (Nord). Mort à Hellemmes en février 1984. Révoqué par le gouvernement de Vichy de ses fonctions de directeur d’école à Assevent (Nord), réintégré en 1944. Nommé directeur de l’école Jean-Jaurès à Hellemmes qu’il transforme en CEG puis en CES. Secrétaire général du Syndicat national des instituteurs en 1945, membre du conseil supérieur de l’Éducation nationale, président fondateur de la MGEN. Conseiller général du Nord en 1951 à 1969. Député du Nord en 1962 à 1968 et de 1974 à 1979. Officier de la Légion d’honneur en 1981 (chevalier en 1953), officier des Palmes académiques, chevalier du Mérite social.

### Maires délégués
- 1977-1983 : Arthur Cornette
- 1983-2001 : Bernard Derosier, député du Nord, conseiller général de 1985 à 2011. Président du conseil général de 1985 à 1992 et de 1998 à 2011. Touché par le cumul de mandats, il abandonne ses postes d'adjoint au maire de Lille et de maire délégué d'Hellemmes.
- 2001 : Gilles Pargneaux, premier adjoint de B. Derosier lors du précédent mandat.
- Septembre 2012 : Frédéric Marchand, premier adjoint de G. Pargneaux, remplace ce dernier qui démissionne pour se mettre en conformité avec les dispositions de son parti (PS) sur le non-cumul des mandats.
- Octobre 2017 : Franck Gherbi remplace le précédent, élu sénateur qui démissionne.

## À travers les guerres
Hellemmes ne représente pas un site stratégique mais sa situation aux faubourgs de Lille fait qu'elle eut à subir les effets des conflits qui concernaient la grande ville voisine.
Le grand souci des rois de France a toujours été de repousser les frontières du Nord afin d'assurer une meilleure protection de Paris. Or, les Flamands défendaient leur territoire, et surtout leurs privilèges, avec âpreté.
Les guerres incessantes ont été sources de malheur pour Hellemmes : les troupes tant amies qu'ennemie se nourrissent sur les habitants quand ils ne peuvent pas acheter leur « neutralité ».
Avec la dégradation de l'Empire romain devenu incapable de défendre les territoires conquis les siècles précédents, toute la région devient ouverte aux barbares.
Les Bourguignons occupent tout le bassin du Rhône, les Visigoths occupent presque tout le Midi, les Francs sont maîtres de Tournai.
Les Goths, les Bourguignons, les Vandales qui avaient importé le schisme de l'arianisme, abandonnent celui-ci très rapidement.
Le 2 mars 1127, le comte de Flandre Charles le Bon meurt assassiné. Guillaume Cliton est choisi pour lui succéder, moyennant de nombreux privilèges.
Le comte n'ayant pas rempli ses engagements envers la population, Lille, Saint-Omer, Gand et Bruges se révoltent.
Louis VI, roi de France, intervient. En mai 1128, le roi doit abandonner le siège de Lille où Philippe d'Alsace s'était retranché.
Guillaume Cliton est tué en juillet devant Alost. Thierry d'Alsace lui succède.
Le redressement du pouvoir royal entamé par Louis VI et Louis VII se poursuit avec Philippe Auguste qui augmente le domaine royal. En 1191, son autorité s'exerce jusqu'aux limites des actuels départements du Nord et du Pas-de-Calais.
Le roi d'Angleterre ayant refusé de prêter allégeance pour ses domaines situés en France, ceux-ci sont confisqués en 1202 en application de la tradition féodale.
En 1213, une coalition comprenant l'Angleterre, les États allemands, les comtés de Flandre et du Boulonnais se forment.
Le roi de France, prenant Lille pour la seconde fois, en fait détruire les fortifications : ce sera le plus « bel » incendie de l'année. Durant l'hiver 1213-1214 : incendies, pillages, habitants emmenés comme serfs sont le lot de toutes les bourgades environnantes. Pendant toute une année, la guerre consiste à ravager les fiefs appartenant à l'ennemi, que ce soit par des troupes anglo-flamandes conduites par Ferrand de Portugal, ou les troupes françaises menées par le fils de Philippe Auguste.
Depuis Péronne, Philippe Auguste prépare un mouvement tournant de son ost par Douai, Lille, Tournai (ville où il arrive le 26 juillet 1214).
Le 27 juillet 1214, les hostilités prennent fin à la bataille de Bouvines. Les troupes de Philippe Auguste ravagent les environs ; Hellemmes n'est qu'à huit kilomètres.
Jeanne de Flandre doit accepter les conditions très dures imposées au traité de Melun (1226).
Marguerite de Flandre succède à Jeanne en 1244. Ayant épousé successivement Bouchard d'Avesnes, comte de Hainaut, puis Guillaume de Dampierre, une querelle s'élève entre ces deux familles.
Philippe le Bel, monté sur le trône de France en 1285, encourage cette rivalité qui atteint la population parmi laquelle règne une forte inégalité sociale essentiellement causée par le développement des villes.
Guy de Dampierre fait alliance avec l'Angleterre et renie son hommage au roi de France. De plus, un désaccord s'élève au sujet du traité de succession entre Philippe IV et le comte. Philippe le Bel jette l'interdit sur la Flandre et, en juin 1297, l'armée royale prend Béthune, Orchies (qui ouvre ses portes sans combattre), le 1er septembre, Lille, assiégée pour la cinquième fois, capitule. Villages et monastères sont encore une fois ravagés.
La deuxième phase de cette campagne débute en janvier 1300. Charles de Valois prend Damme et Ypres. En mai, le comté entier est aux mains du roi de France qui place la Flandre sous l'autorité de Jacques de Châtillon en vue d'une future intégration au royaume.
Le 11 juillet 1302, la bataille dite des Éperons d'or sous la ville de Courtrai est un désastre pour les Français. La Flandre est perdue pour le roi.
En août 1304, nouvelle campagne : les Flamands sont écrasés à Mons-en-Pévèle (17 août). Le 20 août, Seclin est incendiée. Philippe de Flandre est assiégé dans Lille. Le traité d'Athis-sur-Orge, en 1305, établit la puissance royale sur la Flandre jusqu'en 1369, où elle passe au frère du roi Charles V, Philippe le Hardi, duc de Bourgogne qui épouse Marguerite de Mâle, fille du comte de Flandre.

### La guerre de Cent Ans
En 1339, le village est le théâtre de combats entre Louis de Nevers et les Anglais. En 1347, c'est Louis de Mâle, également contre les Anglais.
Par acte du 7 avril 1370, Louis de Mâle lègue des biens sis à Hellemmes et à Fives à la collégiale Saint-Piat de Seclin et à Saint-Pierre de Lille, se réservant cependant toute justice (haute, basse et moyenne).
En 1382, Charles VI, roi de France, marche sur Ypres. L'armée française, forte de 160 000 hommes cantonnée à Seclin, passe à Lille sans s'y arrêter, pour loger à l'abbaye de Marquette, puis se diriger vers Tournai. C'est la défaite des Flamands à Rozebecque.
Au début du XVIe siècle, les Flandres deviennent possession espagnole à la suite de l'avènement de Charles Quint au trône d'Espagne.
Une période très dure de répression contre les protestants commence.
En 1580, les Gueux ou Hurlus qui avaient déjà commencé leur guerre iconoclaste à Armentières (1566) reviennent harceler Lille par le sud. Ils attaquent Lezennes mais, repoussés vers Ronchin, ils incendient Hellemmes dans la nuit du 9 août. L’église et la plupart des fermes sont détruites. Seul le clocher subsiste.
1608 ouvre encore pour Hellemmes une mauvaise période : le comte d'Annappes avait reçu l'ordre de l'archiduc Albert de loger des troupes espagnoles à Lille. Le magistrat ne voulut rien savoir, et la soldadesque fut dispersée dans les campagnes voisines. Hellemmes dut donc héberger des hôtes souvent difficiles.
En 1617, les Hellemmois purent voir le passage de Don Balthazar de Comèques allant loger chez Jean de Robles, au château d'Annappes.
Louis XIV était à l'apogée de sa puissance. Il convoitait cette Flandre que ses prédécesseurs n'avaient pas pu conquérir.

### Depuis la conquête des Flandres par Louis XIV

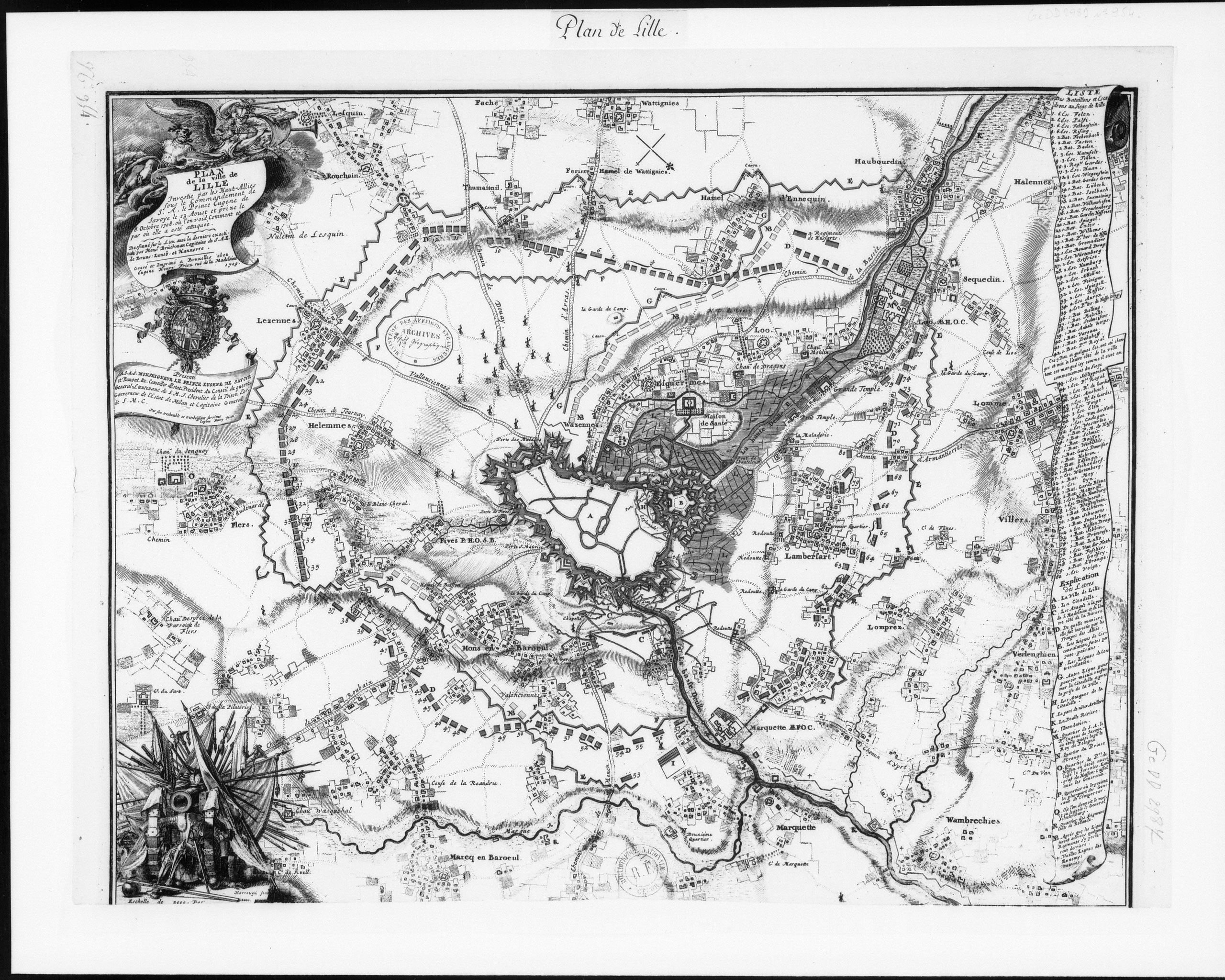
Plan de Lille et des communes environnantes en 1708. Hellemmes (alors Helemmes) se situe au nord-ouest de Lille.

Le siège de Lille fut décidé en 1667. Le roi avait son état-major à Loos, le marquis d'Humières à Hellemmes, Turenne à Fives.
Quinze régiments investirent la ville.
En 1708, lorsque les alliés purent reprendre Lille, Hellemmes fut emplie par des troupes d'Eugène de Savoie quand ce vainqueur de Boufflers porta la droite de son armée à Fretin et la gauche à Annappes. Enfin, la paix revint grâce au maréchal Villars.
En 1775, les environs d'Hellemmes étaient transformés en un vaste camp où le comte d'Artois (Charles X) put venir assister aux grandes manœuvres.
À partir du 20 avril 1792, la France entre peu à peu en guerre avec toute l'Europe. À la mi-août, les frontières du Nord et de l'Est sont franchies. En septembre, Tourcoing et Orchies sont occupées. La bataille de Valmy, le 20 septembre, et la résistance de Lille, du 26 septembre au 8 octobre, inversent le cours de la guerre. Sur  64 332 livres d'indemnité pour occupation d'Hellemmes par les Autrichiens sollicitée auprès de l'administration départementale, seulement 16 083 livres sont accordées, sous réserve que la municipalité présente la preuve d'avoir fourni son contingent de gardes nationaux. Cette preuve fut apparemment facile à apporter : après la proclamation de la « Patrie en danger », trente et un Hellemmois étaient partis comme volontaires pour « défendre la République ».
Le patriotisme des habitants n'en est pas moins mis en doute par un membre de la Société populaire de Lille qui dénonce « un retranchement fait par les Hellemmois pour aider les Autrichiens » et demande aux autorités militaires de le détruire. L'accusation entraîne de facto une inspection. Le rapport du directeur des fortifications de Lille note que, en fait, ce retranchement renforce la défense de Lille mais aurait dû être construit avec plus d'art en s'appuyant sur le village ; sa longueur de trente-cinq toises, insuffisante si l'on considère ce qu'il aurait fallu faire pour contourner la place de Lille, apporte une certaine utilité.
En septembre 1792, Lille est bombardée. L'archiduchesse Marie Christine, sœur de Marie Antoinette et épouse de Albert de Saxe-Teschen vient à Hellemmes « pour jouir en personne des horreurs commandée par l'Empereur ». D'après l'écrivain Buchez, « son cœur sanguinaire a dû être satisfait : le feu a été plus vif en sa présence, et ses satellites ne pouvant encore répondre à son impatiente barbarie, ont tiré quelques volées à boulets froids parce que la charge devenait moins longue. Elle voulut voir l'effet effroyable des bombes du poids de 500 livres : deux mortiers ont éclaté et ont mis en pièces trente six hommes qui entouraient la batterie infernale ».
Le 22 février 1814, le prussien Theilmann voit sa marche sur Paris retardée en raison d'accrochages à Menin et à Hellemmes.
1815 marque le retour de la monarchie. Le durcissement du régime avec le ministère Polignac oblige Charles X à s'enfuir.
Louis-Philippe Ier devient roi (après avoir été lieutenant général du royaume).
La guerre de 1870 a aussi ses victimes : Émile Dumoulin, sergent, ainsi que les soldats Charles Delobel et François Dumez.

### Première Guerre mondiale

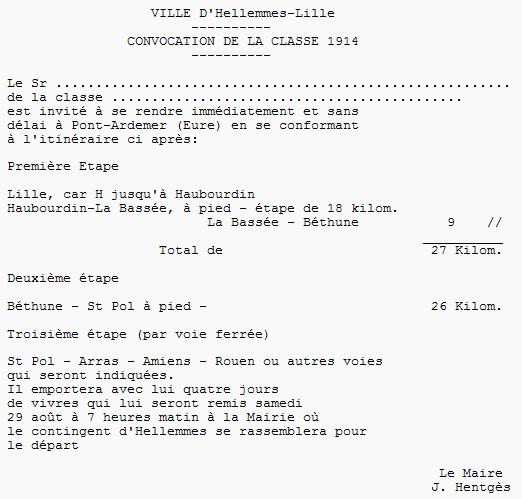
Copie du brouillon de la convocation de la classe 1914 à Hellemmes-Lille

Dès le début de l'occupation, des mesures très sévères, ne répondant pas aux lois de la guerre, furent prises. À Lezennes, Wambrechies, Marcq-en-Barœul, Hellemmes, trois cents femmes et jeunes filles qui avaient refusé de travailler furent frappées, cravachées, tenues enfermées plusieurs jours sans manger dans des locaux dépourvus de tout moyen de s'asseoir et de se reposer.
Le commandant de la place Schrank écrivait à la municipalité de Halluin : « Les mesures introduites ne sont qu'un commencement, et chaque jour, il y aura des mesures plus sévères, jusqu'à ce que notre but soit atteint, il n'y a qu'une seule volonté, et c'est la volonté de l'autorité militaire allemande. »
En janvier 1915, la ville est frappée d'une amende de 350 000 francs sous prétexte que lors de combats le 4 octobre des civils auraient fait feu sur les troupes allemandes. Les enquêtes effectuées à l'époque n'ont pas prouvé la véracité des faits avancés.
En mars 1916, un Russe interné à Hellemmes par les Allemands fut si violemment frappé à la poitrine à coups de crosse et de canon de fusil qu'il en fut tué sur le champ. Les habitants se cotisèrent pour lui élever un monument portant l'inscription suivante : « À M. Thimothée Saccharof, soldat au 149e régiment d'infanterie russe, décédé à Hellemmes le 13 mars 1916, à l'âge de 38 ans. »
Le 12 août de la même année, une colonne de jeunes travailleurs dont une dizaine d'Hellemmois est anéantie à Wavrin lors d'une attaque aérienne. En fin d'année, vingt Hellemmois font quatorze jours de prison pour avoir refusé de travailler pour l'ennemi. Joseph Hentges proteste ; le 17 novembre, il est condamné à cinq jours de prison. Oscar Fanyau, ancien maire, est également incarcéré à la citadelle où il meurt le 28 avril de l'année suivante.
Le 20 novembre 1917, Joseph Hentges est une nouvelle fois emprisonné pour refus d'obéissance : il avait protesté contre l'incorporation forcée de jeunes dans les bataillons civils d'occupation occupés à travailler à proximité d'un pont entre Armentières et Carvin.
Rappelons que, le 1er mars, les Allemands ont enlevé les cloches de l'église Saint-Denis.
Le 11 novembre 1918, l'Armistice est signé.

#### Victimes du bombardement du 12 août 1918 à Wavrin
- BRANSWYCK Eugène, 18 ans
- COUVET Arthur, 18 ans
- DEHONDT Edmond, 16 ans
- DELOS Henri, 16 ans
- DEWIERE Louis, 18 ans
- DOIGE Henri, 18 ans
- DOYEN Théophile, 17 ans
- HONORE Maurice, 17 ans
- HOUZE Juvénal, 17 ans
- ROSE Paul, 17 ans

Les registres de l'Etat Civil de la commune de Wavrin indiquent pour tous « décédés accidentellement dans la cour de la tannerie par la chute d'une bombe ».

#### Victimes du 12 avril 1918
- DECOTTIGNIES Henriette épouse VIRLEUX 53 ans
- DEWAS Charles, 18 ans
- DEWAS Jules, 21 ans
- DOMIS Alice, 12 ans
- HELLEBAUT Pierre, 47 ans
- LOMPAERT Berthe, 16 ans
- LAUTEM Pierre, 54 ans
- LEMORT Louis, 60 ans
- TAILLIEU Germaine, 13 ans
- WANDALLE Marie-Louise épouse PETYT, 25 ans.

Pendant ce conflit, les maires de France ont tout fait pour limiter les exigences de l'occupant et pour adoucir (si l'on peut employer ce mot) les conditions de vie de leurs administrés, parfois à leur propre détriment. Il est à noter qu'aucun maire n'a fait l'objet de procès pour entente avec l'ennemi.
Deux militaires britanniques ont été inhumés à Hellemmes : le lieutenant Albert Hazell, mort le 10 juillet 1918 (matricule 21017) et le pilote Harry Mechem, prisonnier de guerre, mort le 28 mai 1918. Tous deux ont été exhumés et réinhumés dans le cimetière britannique de Brebières (Pas-de-Calais) le 14 août 1935 dans la rangée BB, respectivement dans les tombes 2 et 1.

### Seconde Guerre mondiale
La Seconde Guerre mondiale éclate en 1939. En mai 1940, le parc Bocquet est occupé par des unités motorisées anglaises. Ces unités se replient en urgence vers le Nord. Fin juin et début juillet 1940, des colonnes de prisonniers français et britanniques traversent Hellemmes sous un soleil de plomb. Les habitants font ce qu'ils peuvent pour leur venir en aide ; ils disposent des récipients d'eau et des vivres pour que les prisonniers les prennent au passage.
Dès 1940, Hellemmes souffre de l'occupation, bien sûr, mais également des bombardements. Les 10 et 11 mai 1941, vers 15 h 50, une escadrille survole Lille, Hellemmes et Ronchin : quinze bombes tombent sur Hellemmes ; à 23 h 30, nouvelle alerte : le bombardement, par vagues successives, durera cinquante minutes. Deux mille trois cents bombes de cinq cents et mille kilogrammes, bombes incendiaires, torpilles tombent. On dénombrera cent quatre-vingt-quatre morts à Lille, Faches-Thumesnil et Marcq-en-Barœul, trente-quatre à Hellemmes. Les corps des Hellemmois seront déposés dans l'usine Yon, rue Faidherbe. Pour Hellemmes, on comptera six cents bombes ayant détruit ou endommagé mille deux cents maisons.
Dès l'appel du général de Gaulle, la Résistance s'organise. Beaucoup de nos compatriotes sont arrêtés, déportés, asservis.
Le 30 mai 1940 à 21 h 30, c'est le premier bombardement allié visant l'usine de Fives et le mont de Terre.
Le 27 juin 1941, le 5 juillet, même objectif (vingt-huit bombes). Le 6 juillet à 14 h 25, même objectif (trente bombes).
Le 24 février 1942, dix-sept prisonniers sont transférés de Lille à Huy (Belgique), dont Joseph Hentges, fusillé le 14 avril 1942 au fort du Vert-Galant à Verlinghem. Il est provisoirement inhumé au terrain d'aviation de cette commune près de la ferme Dillies. Les 9 octobre 1942, nouveau bombardement.
Le 11 septembre 1942, une rafle de juifs est effectuée dans les villes du Nord et du Pas-de-Calais. Les prisonniers faits à Lille et dans sa banlieue sont acheminés sur une voie de garage à Hellemmes. Le convoi X doit partir sur Malines (Belgique) puis Auschwitz où il arrive le 17 septembre. Des cinq cent vingt victimes du Nord, seuls huit hommes revinrent. Mais revenons au train alors qu'il est encore à Hellemmes. Les cheminots présents, prenant tous les risques, poussent qui un homme, qui un enfant, qui une femme, proposent des pelles, des seaux, des balais (afin qu'ils fassent semblant d'être des travailleurs occupés). Mais il fallait trouver des complicités en ville. Le pasteur Nick eut une extraordinaire influence sur la population du quartier essentiellement protestante. Ceux qui purent s'évader furent dispersés dans tout le département. En même temps, l'abbé Stahl sauve quarante enfants qu'il place dans divers établissements religieux. En dépit de la rareté de ce type de résistance, ce fait reste très peu connu. Il est vrai que les noms des généreux sauveteurs ne furent pas divulgués à des gens traqués.
8 novembre 1942 à 12 h 10, attaque aérienne de l'usine de Fives et de ses environs (cent soixante-six bombes). Le 6 décembre, même objectif (cent soixante-quinze bombes sur les ateliers et les voies ferrées, vingt-six bombes sur la centrale électrique). On dénombrera 86 morts. Le 13 janvier 1943 à 14 h 25, la compagnie de Fives Lille est encore visée (le dépôt) ; deux cent soixante et une bombes tombent depuis l'entreprise jusqu'à la rue Raspail. Six cheminots d'Hellemmes seront condamnés à mort (et exécutés dans le fort de Seclin le 7 juin 1944) par l'occupant pour avoir participé au sabotage d'une voie ferrée, lequel aurait donné lieu au massacre d'Ascq dans la nuit du 1er avril 1944.
Le 10 mai 1944, vers 15 h 15 des chasseurs survolent l'usine de Fives, opèrent des tirs épars et lâchent quelques bombes (vingt-cinq bombes) sans faire de grands dommages. Les habitants interprètent cette attaque comme un avertissement qui annonce une prochaine et lourde attaque. Effectivement, en début de nuit, à 23 h 30 débute un bombardement d'une très grande intensité (mille six cents bombes). Presque immédiatement, au début de l'attaque, se produit en face de la grille du Parc Bocquet, une énorme explosion qui efface tout le pâté de maisons et ébranle toutes les habitations alentour. On dira par la suite que deux forteresses volantes chargées de leurs stocks de bombes se seraient télescopées et se sont écrasées. Quoi qu'il en soit, un certain nombre d'avions tombent de ci, de là ; les corps de vingt-cinq aviateurs alliés sont retrouvés sur le toit de maisons ; de nombreux immeubles sont détruits, dont la maison du docteur Decousser où de nombreux civils s'étaient réfugiés. Le Dr Decousser vantait la solidité de la cave voûtée de sa maison et habituellement, de nombreux habitants préféraient cette cave aux abris. Le Dr Decousser, son épouse, son fils et sa fille sont décédés. On ne retrouvera qu'un des ongles vernis de la jeune fille... La malheureuse, qui venait de Lille en tramway, avait rejoint la cave au tout début de l'alerte... Au total, 22 morts seront dénombrés. Les corps sont inhumés au cimetière de la ville. Les maisons alentour n'ont plus de vitres et pour certaines de toitures. La grille massive en ferraille du parc Bocquet a volé à plusieurs dizaines de mètres. Une poussière dense et âcre recouvre la ville pendant plusieurs heures.
Le 22 juin 1944 à 19 heures, encore un bombardement qui achève la destruction du dépôt de la gare de Fives et le quartier du mont de Terre. On dénombrera cent trente-cinq morts.
Au cours de ce conflit, deux cent quatre-vingt-deux maisons seront détruites sur Hellemmes en raison des bombardements. Le débarquement a lieu le 6 juin 1944. À partir de la mi-août 1944, la ville est traversée par des convois allemands, camions et voitures chargées à bloc, camions camouflés de feuillages pleins de soldats allemands armés et sur les dents. Les habitants viennent regarder passer les troupes en repli. Ils perçoivent l'intense nervosité des soldats allemands en butte aux harcèlements des FFI.
La Libération du Nord-Pas-de-Calais est due aux manœuvres suivantes :
- le deuxième corps d'armée canadien, après avoir franchi la Somme à Pont-Rémy pousse vers Hesdin, alors que la troisième division d'infanterie suit la côte. Le 4 septembre, le neuvième brigade de la troisième division remonte vers Montreuil et Boulogne-sur-Mer.
- la deuxième armée britannique, divisée en deux colonnes, se sépare en deux à Saint-Pol-sur-Ternoise : la première partie se dirige sur Saint-Omer, la seconde vers Béthune, Tourcoing. La seconde colonne passe à Arras, Douai, Villeneuve-d'Ascq.
- la première armée américaine, après être passée près de Saint-Quentin, se divise en trois : la première colonne se dirige vers Cambrai et Valenciennes, la seconde vers Caudry et Le Quesnoy, la troisième vers Maubeuge.

Les armées britanniques et américaines continuent leur progression en Belgique. Lille et Hellemmes sont libérées le 4 septembre (alors que le journal La Voix du Nord de l'époque donne la date du 2 septembre).
Dans les archives municipales sont dénombrées six victimes d'un dernier bombardement, mais rien n'indique que celui-ci ait eu lieu sur notre ville.
Hellemmes a été sinistrée à près de 55 %. Deux cent quatre-vingt-deux maisons ont été totalement détruites, deux mille quatre-vingt-quinze immeubles endommagés. Deux cents personnes ont été tuées, plusieurs centaines blessées.
Les quartiers de la Barrière et du Centre ont été plus spécialement touchés (lorsque les Américains commençaient à bombarder sur Fives, les bombes tombaient jusqu'au cimetière) ; les rues étaient devenues impraticables, sans eau, ni gaz, ni électricité.
Les écoles étaient démolies mais purent être rendues à leur usage dès le 1er octobre 1945. Au 31 décembre 1945, deux cents maisons avaient été réparées.
Le groupe de la Barrière qui, début 1945, ne comptait plus aucun habitant, a rattrapé en fin de la même année plus de trois mille âmes.

#### Victimes des bombardements (tués)
| Date       | Femmes | Hommes | Enfants | Disparus | Total |
| ---------- | ------ | ------ | ------- | -------- | ----- |
| 30-05-1940 | 1      | -      | -       | -        | 1     |
| 06-07-1941 | 2      | 1      | -       | -        | 3     |
| 09-10-1942 | 14     | 12     | 1       | -        | 27    |
| 08-11-1942 | 34     | -      | 23      | 19       | 76    |
| 13-01-1943 | 11     | -      | 15      | 5        | 31    |
| 10-05-1944 | 14     | -      | 9       | 9 dont 2 | 32    |
| 22-06-1944 | -      | 4      | -       | -        | 4     |
| 16-09-1944 | 4      | 1      | -       | -        | 5     |
|            | 80     | 65     | 34      | 2        | 179   |

Blessés : ca 274
Par décret no 48-1434 du 16 septembre 1948, Hellemmes est citée à l'ordre de l'Armée avec la mention « Ville de 14 140 habitants, sur le territoire de laquelle sont installées d'importantes usines métallurgiques et textiles, a été durement éprouvée par de nombreux bombardements de l'aviation alliée. En dépit de ses souffrances, la population Hellemmoise n'a jamais perdu sa foi en la France et a pris une part importante à la lutte pour la Libération du territoire national. »
Cette citation comporte l'attribution de la Croix de Guerre avec Palme.
Le déclin des entreprises est évident :
|                              | Personnel en 1939 | Personnel en 1946 |
| ---------------------------- | ----------------- | ----------------- |
| Cotonnière d'Hellemmes       | 960               | 75                |
| Retorderie d'Hellemmes       | 465               | 200               |
| Filature Crespel             | 500               | 50                |
| Tissage d'Hellemmes          | 125               | 60                |
| Tissage Delesalle            | 100               | 60                |
| Busetterie d'Hellemmes       | 50                | 30                |
| Meubles Lehouck              | 65                | 50                |
| Fabrique de déchets Lecompte | 10                | 10                |
| Meubles Annebicque           | 15                | 15                |
| Ateliers SNCF                | 2500              | 2500              |
| Brasserie Semeuse            | 50                | 50                |
| Mécanique Capon              | 50                | 75                |

Des nombreuses victimes de ce conflit, citons (martyrs hellemmois cités dans le numéro spécial de La Voix du Nord de mai 2005) :
| Nom et prénom                  | Date de naissance | Camp          | Devenir         |
| ------------------------------ | ----------------- | ------------- | --------------- |
| ALLOY Lionel                   | 04-08-1905        | Gross Rosen   | Rentré en 1945  |
| BAENE Clément                  | 26-11-1920        | Sachsenhausen | Rentré en 1945  |
| BAESEN Georges                 | 20-12-1910        | Mauthausen    | Rentré en 1945  |
| BLEL Alphonse                  | 06-11-1903        | Flossenbürg   | Rentré en 1945  |
| BODA Jean                      | 07-01-1923        | Kochendorf    | Décédé          |
| CARNIAUX Maurice               | 03-07-1896        | Gross Rosen   | Décédé          |
| PONT Paulette née BAERT        | 15-03-1915        | Ravensbrück   | Rentrée en 1945 |
| DELCROIX Roger                 | 03-08-1913        | Siegburg      | Rentré en 1945  |
| DELMAS Pierre                  | 16-04-1882        | Dachau        | Décédé          |
| DESABLENS Raymond              | 29-12-1897        | Gross Rosen   | Décédé          |
| DESCAMPS René                  | 08-02-1906        | Gross Rosen   | Décédé          |
| DUJARDIN Maximilien            | 15-04-1918        | Dora          | Décédé          |
| DUPONT Victor                  | 04-12-1901        | Büchenwald    | Rentré en 1945  |
| GILLE Lucien                   | 18-12-1920        | Naordhausen   | Rentré en 1945  |
| GUILLEMANT René                | 11-03-1901        | Bochum        | Rentré en 1945  |
| GUILLEMANT Adrienne née COMBLE | 11-12-1902        | Waldheim      | Rentrée en 1945 |
| HERBAUX Yvon                   | 31-12-1923        | Büchenwald    | Rentré en 1945  |
| LEPRETRE Désirée née BOULANGER | 06-06-1890        | Aichach       | Rentrée en 1945 |
| LERICHE Alfred                 | 23-04-1887        | Sachsenhausen | Décédé          |
| LESECQ Jules                   | 15-03-1910        | Büchenwald    | Décédé          |
| MAYEUX Michel                  | 02-07-1905        | Dachau        | Rentré en 1945  |
| THIEBAUT Marceau               | 13-02-1902        | Huy           | Libéré *        |
| VAN DAELE Nestor               | 25-02-1899        | Hagen         | Sort inconnu    |
| VANNESTE Germaine née AMMELOOT | 12-08-1901        | Waldheim      | Rentrée en 1945 |
| VINCENT Lucien                 | 12-08-1906        | Neuengamme    | Décédé          |
| VINCENT René                   | 21-07-1893        | Gross Rosen   | Décédé          |
| VINCKIER Arthur                | 21-11-1920        | Dachau        | Décédé          |
| WATERLOT Léon                  | 01-06-1920        | Dora          | Décédé          |

*Libéré à la fin de sa peine ou par suite d'une mesure exceptionnelle

#### Fusillés
| Nom et prénom       | Date de naissance | Date du décès | Lieu du décès                   |
| ------------------- | ----------------- | ------------- | ------------------------------- |
| BETHANCOURT Gilbert | 31-12-1907        | 08-02-1943    | Mont Valérien                   |
| DECUGIS Yves        | 20-07-1914        | 08-02-1943    | Mont Valérien                   |
| HENTGES Joseph      | 17-07-1875        | 14-04-1942    | Verlinghem, Fort du Vert Galant |
| LOMBART Maurice     | 02-05-1907        | 08-02-1943    | Mont Valérien                   |
| PLOYART Henri       | 16-02-1894        | 15-09-1941    | Lille, citadelle                |

Certains de ces martyrs sont cités dans la liste ci-dessus.
- Jules Beulques. Né le 7 mars 1903 à Lille. Arrêté le 13 août 1943 en son domicile, enfermé à Loos jusqu'au 21 juin 1944. Mort à Liesburg le 15 mars 1945. Nommé sous-lieutenant par décision de la commission d'homologation réunie le 11 juillet 1945.
- Jean Marie Boda. Né le 7 janvier 1923 à Hellemmes. Arrêté le 22 juin 1944, enfermé à Loos. Déporté sans jugement pour activités anti-allemandes à Horanienbourg, Kochendorf puis Hemisronn. Refoulé vers Dachau lors de l'avance alliée. Mort le 1er avril 1945.
- Maurice Carniaux. Directeur d'école, arrêté le 1er octobre 1943. Il organisait des cadres de groupes de résistance et de nombreuses réunions clandestines. Arrêté par la Gestapo, il est mort le 24 novembre 1944 à Groos-Rosen (Haute Silésie).
- Georges Debarge. Né le 16 mars 1897 à Lille. Arrêté comme résistant. Mort à Loos en raison de mauvais traitement le 25 octobre 1943.
- Pierre Delmas. Voir origine de la rue qui porte son nom.
- Raymond Desablens. Né le 29 décembre 1897 à Hellemmes, employé à la compagnie de Fives. Arrêté le 2 novembre 1942 et enfermé à Loos jusqu'au 27 janvier 1944. Interné à Sterwegen, Groos Strelitz puis Groos Rosen. Présumé mort.
- René Descamps. Né le 8 février 1906 à Lille. Ajusteur SNCF. Arrêté le 2 novembre 1943 comme appartenant au mouvement Voix du Nord. Interné à Groos Rosen du 27 janvier 1944 à sa mort le 22 novembre 1944.
- Eugène Dubruille. Né le 12 novembre 1913 à Hellemmes. Riveur. Arrêté le 8 mars 1943 comme FTPF. Fusillé le 1er juin 1943 au Mans où il travaillait momentanément, bien qu'Hellemmois.
- Paul Dombrowski. Voir origine de la rue qui porte son nom.
- Joseph Hentges. Ancien maire d'Hellemmes ; une place porte son nom.
- Georges Smets. Militant du syndicat libre aux Ateliers SNCF, adhère en 1932 à la CGTU et au Parti communiste. Secrétaire des Amis de l'URSS. Arrêté le 18 septembre 1943 rue du Moulin à Roubaix. Quelques jours plus tard, sa famille recevait la nouvelle de sa mort. Rapatrié le 9 mai 1945.
- Arthur Winckier. Né le 21 novembre 1920 à Lille. Burineur. Déporté en Allemagne pour le STO le 8 décembre 1942, interné à Dachau. Mort le 25 janvier 1944 à Haustetten.

#### Militaires étrangers inhumés à Hellemmes
Vingt-cinq aviateurs, presque tous Australiens, abattus sur Hellemmes sont enterrés dans le cimetière sur deux rangées de douze tombes numérotées, au bout de l'allée des militaires de 1914-1918. Le pasteur Nick donne l'absoute. La cérémonie fut organisée par MM. Dandois, Brulin, Blervaque (adjoint au maire), Marchand (conseiller municipal).
- Richard William Ash
- Arthur Bennett
- George Bennett
- Hubert Edwin Botting
- Raymond Herbert Boulton
- John Henry Brown
- Hugh Donald Campbell
- Ivan Chapple
- B.F. Cody, corps transféré à Annappes
- Harry Ronald Crout
- Sidney Albert Edwards
- Herbert William Reid Fergusson
- Erlliot Fullerton
- Harold Grant
- Brian Gordon Grasby
- William Stanley Hancock
- George John Hill
- Douglas Hislop
- Bertram Stephen Longhust
- Walter Thomas Peters
- Léonard Edgard Pringle
- Dennis Harvey Ryder
- W.A. Slade
- John Francis Tucker
- Kevin Campbell Waight

Citons également Roland Mesner, inhumé avec les Britanniques mais qui était Français (faisait-il partie des Forces françaises libres, ou la personne inhumée usait-elle d'un pseudonyme ?) ainsi que deux soldats allemands inconnus inhumés là.

## Les moyens de communication

### Le petit chemin de fer de Lille à Saint-Amand
Le 11 juillet 1886, le Conseil Municipal de Cysoing émettait le vœu de prolonger jusque Lannoy et Lille la ligne de chemin de fer de Saint-Amand-les-Eaux. Afin d'éviter la concurrence entre les lignes, le terminus fut fixé à Hellemmes.
Le 28 août 1891, la concession de la ligne fut accordée à la Société des Chemins de fer économiques du Nord (moyennant une caution de 32 000,00 francs) par le Conseil Général pour une durée de 60 ans, le chantier devant débuter avant un an, et être en exploitation dans les trois années suivantes.
Le 12 juin 1892, un arrêté préfectoral soumet le projet à enquête d'utilité publique. Les membres de la Commission devaient se réunir pour la première fois le 18 juin 1892. Cette Commission comprenait 9 membres : Jules Sirot (Député et Conseiller Général), Tribourdeaux (Conseiller Général et directeur d'une filterie lilloise), Félix Dehau (Maire de Bouvines), Davaine (Conseiller d'Arrondissement, cultivateur à Saint-Amand), Bourgeois (Maire de Sainghin-en-Mélantois), Bonduel (Président de la Société des Agriculteurs du Nord), Desmons (Maire de Cysoing, Docteur en médecine), Nestor Bulteau (Maire de Rumegies, agriculteur) et Séraphin Masquelier (Maire d'Aix-en-Pévèle, cultivateur)
Le projet soumis à enquête d'utilité publique fait débuter la ligne à la gare de Lecelles. La ligne ensuite suit la route départementale jusqu'à Cysoing ; la voie bifurque alors pour rejoindre la gare de Cysoing et suit la ligne de chemin de fer jusqu'à Bouvines, elle longe à nouveau la départementale jusqu'à l'entrée de Lezennes, qu'elle contourne pour se raccorder à la gare d'Hellemmes. Hellemmes ne pouvait que se réjouir d'être au terminus de la ligne.
Le dossier, transmis au Ministère des Travaux Publics en août 1893, le décret de déclaration d'utilité publique est promulgué le 28 août (Journal Officiel du 22 septembre 1893).
La ligne comprend une voie et à une longueur d'environ 20 704,705 mètres le long de la départementale 19, 5 591,67 mètres le long des chemins vicinaux et 7 131,675 mètres en déviation, soit un total de 33 438,05 mètres. Elle dessert environ 37 000 usagers dont    12 043 pour Saint-Amand, 3 315 pour Cysoing et 5 428 pour Hellemmes.
La dépense estimée pour la construction se monte à 53 000 francs au kilomètre.
La voie unique de 1 mètre de largeur est ouverte aux services voyageurs, marchandises et messageries. Une dizaine de voitures composent le train qui peut ainsi atteindre une vitesse de 20 km/h. La traction se fait par locomotives à vapeur.
Le tableau des tarifs se révèle assez pittoresque :
Voyageurs première classe : (voitures couvertes, fermées en double vitrage et banquettes rembourrées)								0,075 F
Voyageurs seconde classe : (voitures couvertes et fermées, vitres en verre simple)											0,055 F
Enfants de moins de 3 ans							Gratuit
Enfants de 3 à 7 ans							1 place distincte
2 enfants, dans un même compartiment ne pourront occuper la place que d'un seul voyageur
Plus de 7 ans								        tarif normal
Chiens										0,020 F
Bœufs, vaches, chevaux,...							0,10 F
Veaux, porcs									0,04 F
Moutons, chèvres,...								0,03 F
Les tarifs ci-dessus sont donnés "à la tête et au kilomètre".
En ce qui concerne les marchandises, les tarifs sont "à la tonne et au kilomètre"
À grande vitesse
Huîtres, poissons frais, denrées,...						0,45 F
À petite vitesse :
1re classe
Albâtre, armes, café, gibier, spiritueux,...				0,20 F
2e classe
Alcools en fûts, bitume, châtaignes, riz, sucre,...			0,16 F
3e classe
Ardoise, blé, chaux, plâtre, grains, sel, mélasses,...			0,12 F
4e classe
Argile, betteraves, briques, pavés, marne,...				0,10 F
Foins, fourrages, pailles et autres marchandises ne pesant pas plus de 500 kilos au mètre cube, par wagon et au kilomètre :							0,65 F
Voitures de pompes funèbres, renfermant un ou plusieurs cercueils, même prix et conditions qu'une voiture à 4 roues, à 2 fonds et à 2 banquettes :			0,80 F
Cercueil transporté dans un compartiment isolé				0,40 F
ou dans les trains express:							1,20 F
Les tarifs ci-dessus ne comprennent pas l'impôt dû à l'État.

### Le tramway
Le 7 juin 1874 circulèrent les premières voitures tractées par des chevaux entre la gare de Lille et la Place de Tourcoing (Place du Maréchal Leclerc). Le réseau de transports en commun de Lille était né.
En 1877, la compagnie des Tramways du département du Nord, concessionnaire des tramways de Lille, envisage la création de cinq lignes nouvelles de tramways à chevaux entre la gare de Lille et Hellemmes, Tourcoing, Roubaix, Haubourdin et Lomme.
La première ligne de tramways tractés par chevaux est de 1894; elle relie la gare de Lille à Hellemmes (ligne G)
L'électrification commencera en 1900 avec la ligne T gare de Lille - Hellemmes par le Mont de Terre et la rue Chanzy; alimentation par trolley.
De nouvelles extensions sont très vite rendues nécessaires par l'urbanisation grandissante de l'agglomération vers Ronchin, Mons-en-Baroeul, La Madeleine, Lambersart, Wattignies, Saint-André, Quesnoy-sur-Deûle, Wambrechies.
La guerre de 1914 - 1918 interrompt totalement les transports en commun.
Le 20 août 1926, alors que l'exploitation n'avait repris que depuis quelques années, la ville de Lille et la compagnie des Tramways électriques de Lille et sa banlieue (T.E.L.B.) signent une convention. Ce texte octroyait une nouvelle concession devant expirer le 31 décembre 1955.
Dès 1932, apparaissaient les premiers autobus.
Les transports en commun connurent une grande affluence pendant la Seconde Guerre mondiale en raison des restrictions de carburant.
En 1938, la ligne de tramways électriques G (gare de Lille - Hellemmes) fusionne avec la ligne B (Gare de Lille- Porte de Béthune - Haubourdin) en une seule ligne B (Porte de Béthune - Hellemmes).
En 1945, la ligne T est supprimée. Au Mont de Terre était situé un pont métallique (provisoire depuis 1918) détruit par les bombardements, et juste remplacé par une passerelle permettant uniquement le passage de piétons. Cette ligne était donc devenue inexploitable vers Hellemmes ainsi que la ligne V place Catinat-Le Buisson qui empruntait ce pont. Un pont permettant le passage des tramways des lignes V et T fut établi après quelques mois d'interruption mais la ligne T fut supprimée en 1947 avant la ligne en 1959.
Le 31 décembre 1955, à l'échéance de la concession, les biens mobiliers (115 tramways, 20 autobus, l'outillage, les stocks, etc.) restent la propriété de la T.E.L.B.. Les biens immobiliers reviennent à la ville de Lille qui, en outre, exerça son droit de racheter les tramways.
La Compagnie Générale Industrielle des Transports (C.G.I.T., filiale de la T.E.L.B.) eut la concession à titre provisoire jusqu'au 31 mars 1960.
Dès la fin de 1956, était créé un Syndicat Intercommunal d'exploitation.
Par décision du ministre de l'Intérieur en date du 4 février 1960, cet organisme fut autorisé à exercer le pouvoir concédant pour l'exploitation du réseau de transports en commun de Lille et de sa banlieue. La ville de Lille remit à titre gracieux les installations meubles et immeubles qui lui avaient été échues de la T.E.L.B. pour continuer l'exploitation du réseau.
Par convention du 25 mars 1960 (et les avenants des 13 novembre 1961 et 1er décembre 1962), la C.G.I.T. pris la concession pour une durée de 20 ans. C'est à cette époque que les autobus parurent le meilleur moyen de modernisation du réseau.
En 1960, la compagnie disposait d'une centaine de tramways et de 64 autobus de fabrications diverses.
En 1966, la ligne B est supprimée. Commence l'époque des autobus.
Le 30 septembre 1968, le Conseil de Communauté, désireux de passer outre aux périmètres urbains, souhaitait l'unification des différents réseaux de transport en commun.
Le 24 avril 1970, il demandait au préfet cette définition de périmètre urbain.
Un arrêté ministériel du 23 mars 1972 donnait satisfaction à la C.U.D.L.

### Le métro
L’établissement d’un métro dans la région lilloise n’était pas une idée nouvelle: déjà en 1924, un projet proposait de relier Lille à Roubaix et Tourcoing.
L’aménagement du réseau de métro tel que nous le connaissons maintenant découle du décret du 11 avril 1969 portant création d’un établissement public d’aménagement de la ville nouvelle de Lille Est (EPALE-Villeneuve d’Ascq).
La polémique entre commerçants qui ne voulaient pas d’un métro en tranchée ouverte et les pouvoirs publics dura plusieurs années.
Les travaux préparatoires, sur le territoire d’Hellemmes, commencèrent en 1978 avec la suppression de l’usine CAPON, puis l’aménagement de la place du même nom : la place Hentgès était retenue comme aire de stockage.
L’adoption du système VAL (Véhicule automatique léger) a mis Hellemmes à quelques minutes du centre de Lille (8 minutes entre les stations « Mairie d'Hellemmes » et « République Beaux-arts ») permettant aux habitants l'accès à un moyen de transport performant.
À plusieurs reprises, la Communauté Urbaine de Lille a évoqué la situation des commerçants de Fives et Hellemmes. Elle était prête à indemniser ceux qui se seraient révélés réellement lésés. Cette prise en charge ne pouvait être effective qu'après jugement du Tribunal Administratif quant à la part de responsabilité et le montant de la réparation.
Le 16 octobre 1980, 5 enquêtes étaient déposées, suivies de 48 autres au cours des mois suivants.
Le 15 juillet 1981, les rues Pierre Legrand à Lille et Roger Salengro à Hellemmes étaient remises en double sens.
Le premier tronçon de la ligne no 1 (qui s'arrêtait Place de la République à Lille) a été inauguré en avril 1983, par le Président de la République François Mitterrand et le Président de la Communauté Urbaine de Lille Arthur Notebart, en présence de Pierre Mauroy, Premier Ministre, et maire de Lille.

## Pour approfondir